# Jacopo Tintoretto

Jacopo Tintoretto, 1586, Selbstporträt, Louvre, Paris

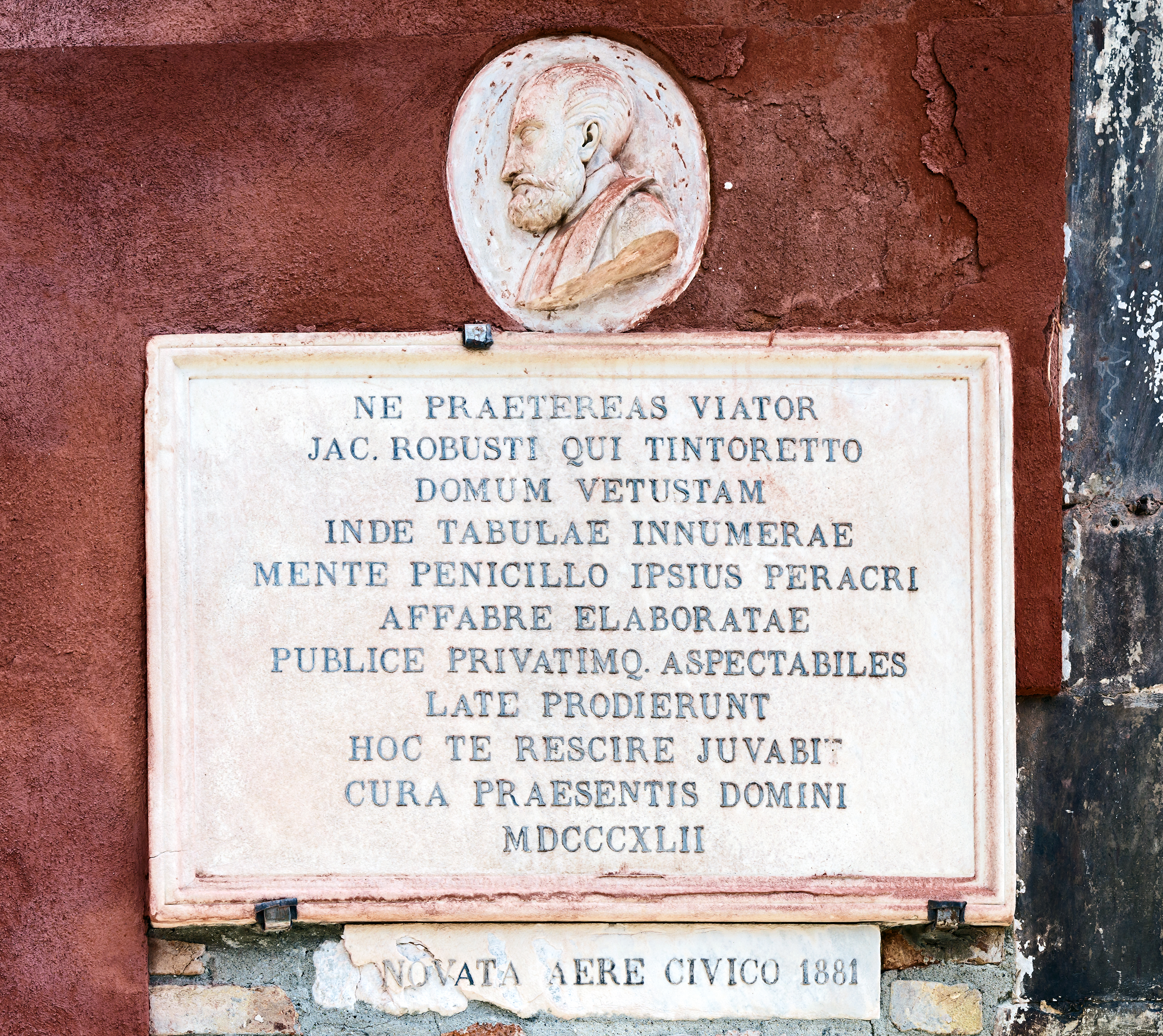
Lateinische Gedenktafel an Tintorettos Wohnhaus in Venedig. Übers.: Mögest du nicht vorübergehen, Wanderer,
am alten Haus des Jacopo Robusti, welcher Tintoretto (genannt wurde). Von hier gingen unzählige, von dessen höchst scharfsinnigem Geist mit dem Pinsel kunstfertig ausgearbeitete Gemälde, die öffentlich und privat zu sehen sind, weit (in die Welt) hinaus. Dies durch die Bemühung des gegenwärtigen Hausherren zu erfahren, wird dir gefallen. 1842.

Jacopo Robusti, gen. Jacopo Tintoretto (* wahrscheinlich 1518 oder 1519 in Venedig; † 31. Mai 1594 ebenda), war ein italienischer Maler des Manierismus, den er auch selbst wesentlich mit beeinflusst hat.
Sein Name Il Tintoretto oder Tintorello („das Färberlein“) ist vom Handwerk seines Vaters abgeleitet, der Seiden-Färber war. Wie 2004 entdeckt wurde, lautete der Nachname seines Vaters  Comin. Wegen der heldenhaften Verteidigung eines Stadttors von Padua erhielten er und dessen Bruder 1509 den Ehrennamen Robusti.

## Leben
Tintorettos Geburtsdatum ist nicht genau bekannt, ein Taufeintrag nicht erhalten. Es gibt jedoch verschiedene Vermutungen: Im Sterberegister vom 31. Mai 1594 heißt es, er sei „im Alter von 75 Jahren und 8 Monaten“ verstorben (…morto messer Jacopo Robusti detto Tintoretto de età de anni 75 e mesi 8), woraus sich ein Geburtstag im September oder Anfang Oktober 1518 ergäbe. Im Gegensatz dazu meint Krischel aufgrund diverser Dokumente, dass Tintoretto erst 1519, möglicherweise im April oder Mai, geboren sei.
Jacopo war der älteste Sohn der Familie. Sein Vater stammte aus Brescia, über die Mutter ist nichts bekannt. Jacopo blieb sein Leben lang in Kontakt mit seinem Bruder Domenico, der laut Anton Francesco Doni ab 1552 in Mantua wahrscheinlich als Musiker am Hof der Gonzaga lebte. Laut zeitgenössischen Aussagen konnte Jacopo selber auch mehrere Instrumente spielen.

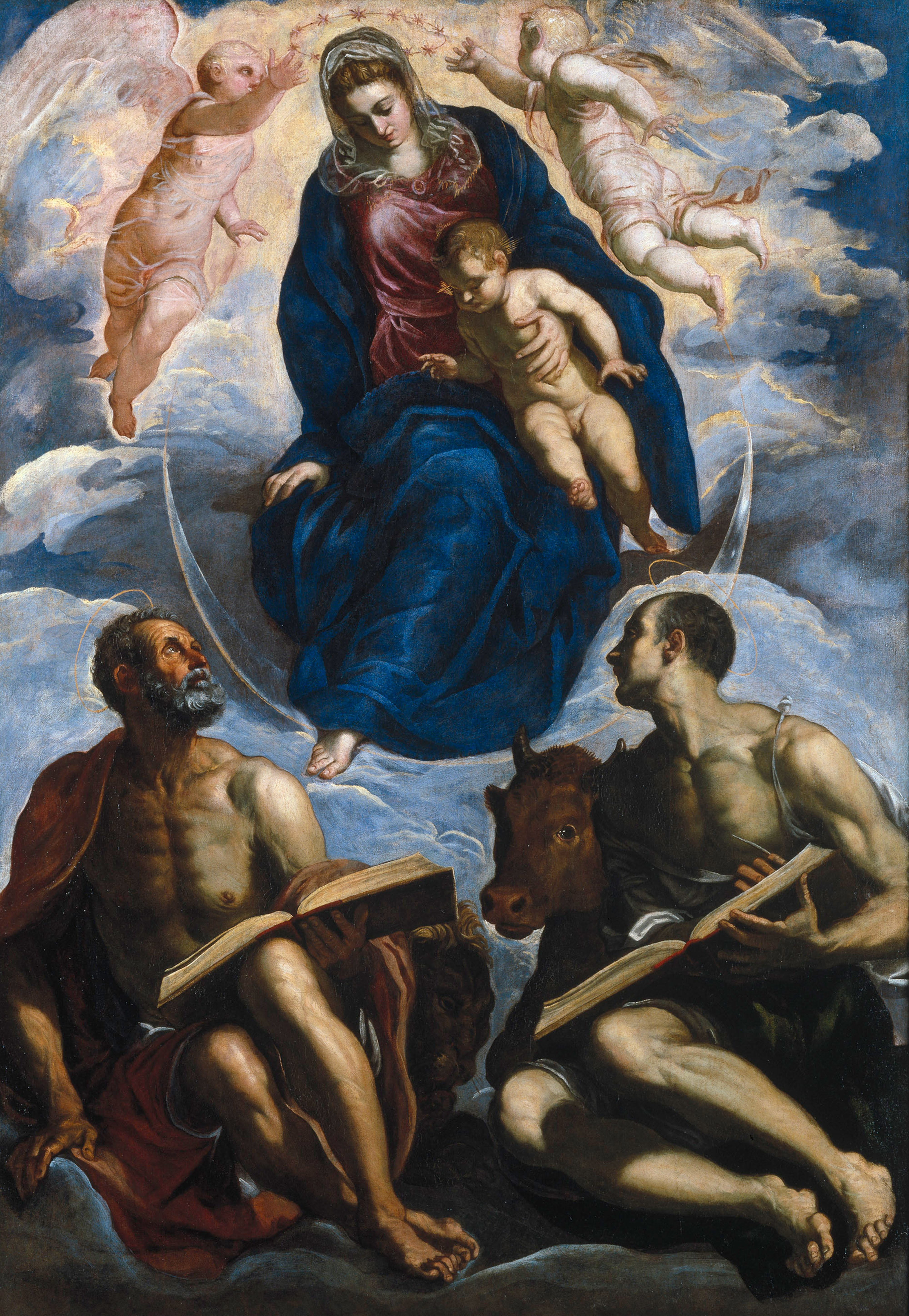
Madonna mit Kind und den Hl. Markus und Lukas, vor 1570, Gemäldegalerie, Berlin

Jacopo war ein kleiner Mensch, der wegen seines vermutlich feurigen, spöttischen oder etwas bissigen Charakters von seinen Freunden auch „Pfefferkörnchen“ (granelo de pevere) genannt wurde. Über seine Ausbildung ist nichts genaues bekannt, Carlo Ridolfi behauptete 1642, Jacopo sei in die Werkstatt von Tizian eingetreten, der ihn jedoch aus Eifersucht bereits nach 10 Tagen wieder hinausgeworfen habe. Später soll Tizian sein Leben lang versucht haben, Tintoretto in seiner Entwicklung zu behindern. Als weitere mögliche Lehrer Tintorettos werden in der Literatur auch Bonifazio Veronese, Paris Bordone und Andrea Meldola, genannt Schiavone, genannt. Den letzteren soll Tintoretto für seine „schöne Art und Weise des Kolorierens“ bewundert haben. Einen wichtigen Einfluss übte vermutlich auch der Manierist Pordenone auf den jungen Maler aus.
Ein frühes Dokument seines Lebens stammt aus dem Jahre 1537, als Tintoretto für 20 Dukaten eine „Wohnung und Werkstatt“ in Venedig im Kirchensprengel San Cassiano angemietet hatte. Ab dieser Zeit arbeitete er als selbstständiger Meister und eröffnete am 22. Mai 1539 eine eigene Werkstatt in Venedig am Campo San Cassiano.
In seiner Jugend malte er verschiedene, nur fragmentarisch erhaltene Freskendekorationen, unter anderem in der Ca’ Soranzo und vermutlich auch in der Villa des Juristen Marco Mantova Benavides in Padua (nach einem Brief vom April 1541).

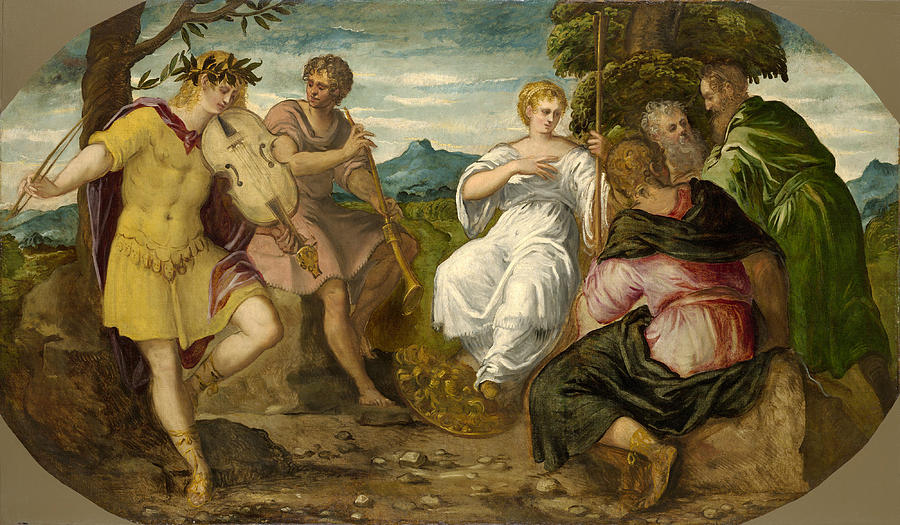
Apollo und Marsyas (Deckengemälde), 1545, Wadsworth Atheneum, Hartford

Ende 1544 bestellte der Dichter Pietro Aretino (1492–1556) bei ihm zwei mythologische Deckengemälde, darunter eine Darstellung von Apollo und Marsyas (Wadsworth Atheneum, Hartford). Als Tintoretto bereits im Januar 1545 fertig war, bedankte sich der Dichter für die „schönen und lebendigen“ Bilder, äußerte sich aber auch erstaunt und etwas irritiert über die außergewöhnliche Schnelligkeit Jacopos, die ihm sein Leben lang immer wieder vorgeworfen wurde.
Als frühes Meisterwerk gilt Tintorettos Abendmahl von 1547 für die venezianische Kirche San Marcuola, das formal mit der vertikal gestellten Tafel noch der Tradition entspricht, das Bild ist jedoch auch von einer dramatischen Aufregung der Jünger geprägt, nachdem Jesus ihnen eröffnet hat, dass einer von ihnen ihn verraten werde. Tintoretto malte später noch mehrere andere Abendmahlsbilder, davon allein drei für die venezianischen Kirchen San Trovaso, San Polo und San Giorgio Maggiore. Seine große Erfindungsgabe zeigt sich darin, dass jedes dieser Abendmahle ganz eigen und individuell ist, aber in allen späteren Versionen stellte er den Tisch quer in den Raum und nutzte damit die Dynamik einer schrägen Perspektive.

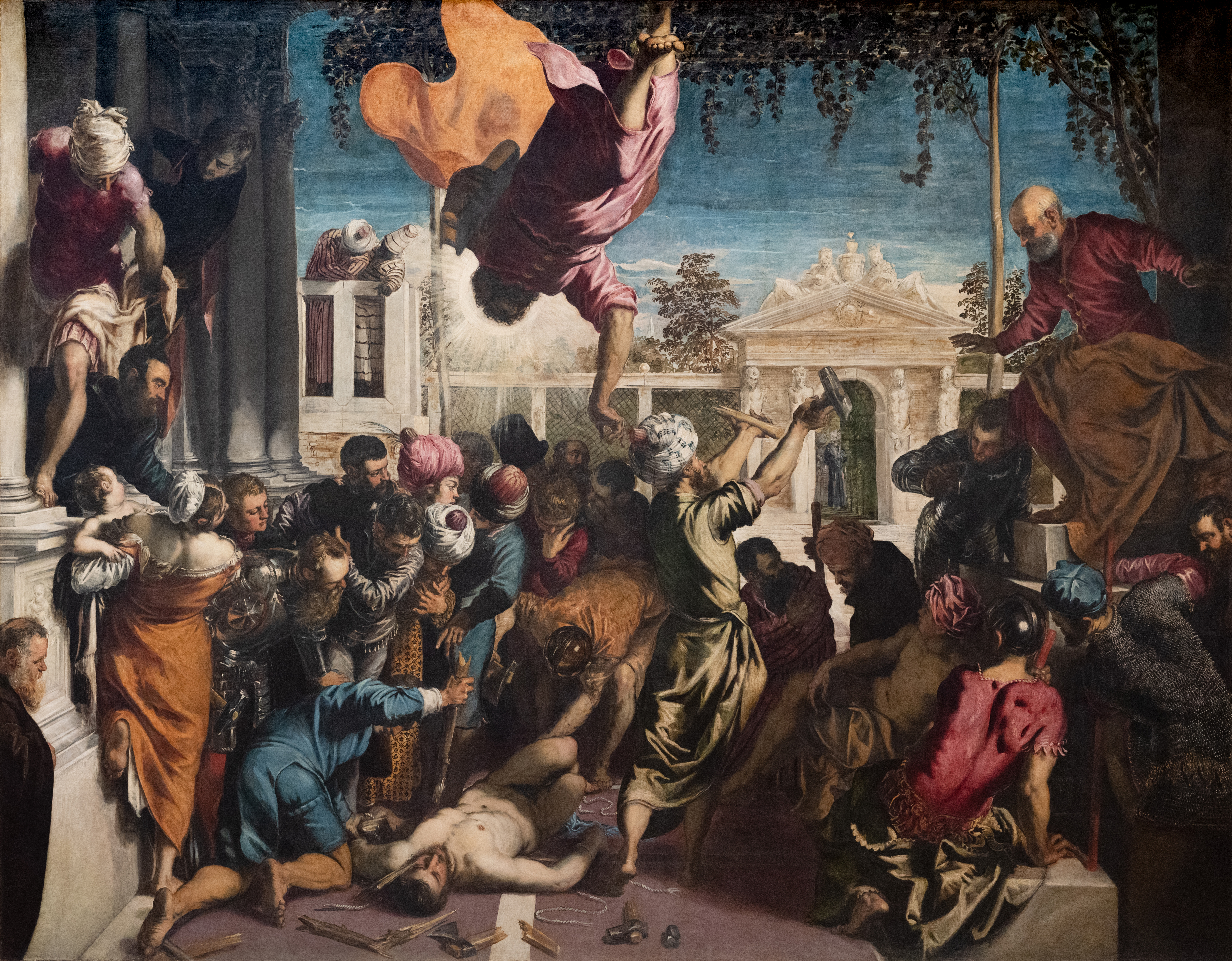
Wunder des hl. Markus, 1548, Accademia, Venedig

Jacopo verfolgte seine künstlerischen Ziele mit großer Inbrunst, und 1548, noch ziemlich am Anfang seiner Karriere, löste er mit dem Werk Der heilige Markus rettet einen Sklaven vor dem Märtyrertod einen Skandal aus. Das Bild erzählt eine alte Legende: Ein zum Christentum bekehrter germanischer Sklave schafft es mit Hilfe des heiligen Markus der Folter zu widerstehen. Ungewöhnlicherweise malte Jacopo den Heiligen Markus, den großen Stadtpatron von Venedig, auf dem Kopf „stehend“ (eigentlich fliegend). Dies wurde von einigen Zeitgenossen wie ein Frevel empfunden. Auch andere Details, wie Verkürzungen von Armen und Körpern, gewagte perspektivische Ansichten, die dramatische Aufregung der Figuren, die in ihrer Plastizität das Studium Michelangelos verraten, schienen alle bewusst darauf ausgerichtet, Aufsehen zu erregen. Und tatsächlich begann das Interesse am Werk des begabten jungen Malers mit den ungewöhnlichen Ideen nun zu wachsen. In einem Brief vom April 1548 lobte Pietro Aretino dieses Werk ausdrücklich. Selbst Giorgio Vasari, kein besonderer Freund von Tintorettos Malerei, lobte später den „ausnehmenden Reiz“ des Markuswunders, und die „schönen Verkürzungen“.

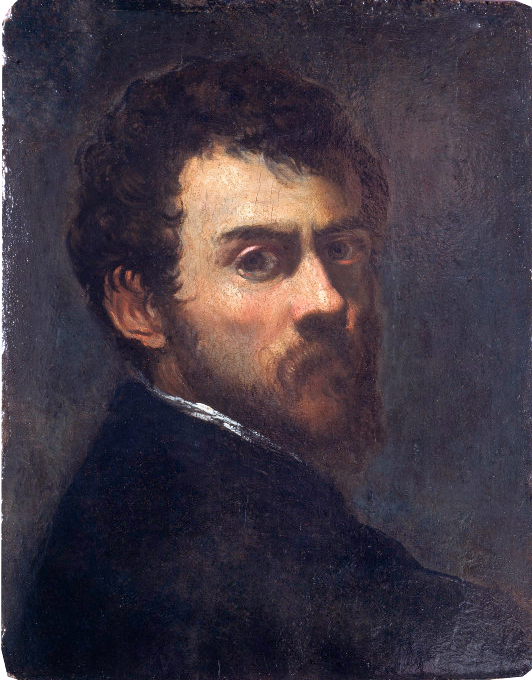
Selbstbildnis Tintorettos, um 1548

Tintoretto war ein gesuchter Porträtist und zu den ersten Werken, die er öffentlich ausstellte, gehörten laut Ridolfi auch ein Selbstbildnis und ein nächtliches Porträt seines auf einer Leier musizierenden Bruders, die beide große Bewunderung ausgelöst haben sollen. Etwa um die Zeit seines Markuswunders, Ende der 1540er Jahre, durfte er den Dogen Francesco Donà porträtieren. Wenig später erhielt er erste große, offizielle Aufträge vom venezianischen Staat, um 1551 für die Prokuratien und 1553 für das Bild Exkommunikation Friedrich Barbarossas durch Papst Alexander III. im Dogenpalast, das beim großen Brand von 1577 zerstört wurde, ebenso wie seine 1572 bis 1574 geschaffene Schlacht von Lepanto und ein Jüngstes Gericht. Mit der Wahl des Girolamo Priuli zum Dogen im Jahr 1559 wurde Tintoretto offizieller Porträtist der „Serenissima“, als Nachfolger von Tizian.

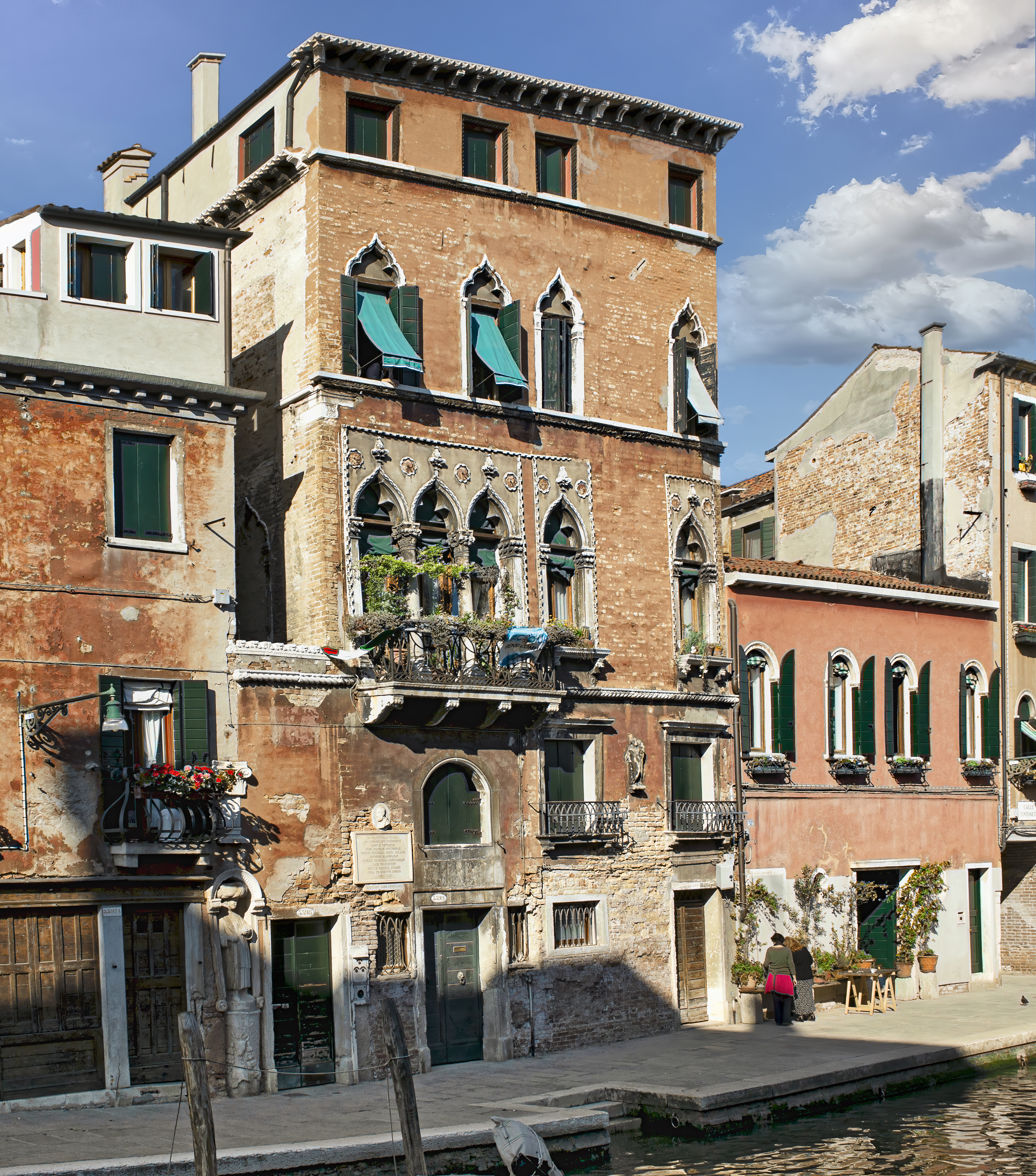
Tintorettos Wohnhaus in Venedigs Stadtteil Cannaregio

1547 wechselte er seine Wohnung und zog in das Viertel Cannaregio von Venedig. In diesem Stadtteil befand sich seine Pfarrkirche Madonna dell’Orto, mit der er eine intensive Kooperation pflegte. So erhielt er von dort im Jahre 1548 den Auftrag für die Ausmalung der Orgelflügel mit dem Tempelgang Mariä und malte später (um 1560) für die Apsis der Kirche die über 14 Meter hohen Leinwände der Anbetung des Goldenen Kalbes und des Jüngsten Gerichts – alle drei zählen zu seinen Meisterwerken. Auf dem Jüngsten Gericht malte er die Schalen der vom Erzengel Michael gehaltenen Seelenwaage, in der sonst die Seelen der Verstorbenen gewogen werden, leer. Eine mögliche Interpretation lautet, dass nicht das Gewicht des menschlichen Handelns, sondern allein die göttliche Gnade den Menschen erlöst: Sola gratia, sola fide, sola scriptura (= „Allein die Gnade, allein der Glaube, allein die Schrift“).
In den späten 1540er und in den -50er Jahren arbeitete er auch für die venezianischen Kirchen San Marcuola, San Rocco, Santa Maria del Giglio, San Marziale, San Michele und für die Scuola della Trinità. Einige der dabei entstandenen Gemälde und Altarbilder sind heute in verschiedenen Museen (u. a. in der Accademia, Venedig).
1554 löste Tintoretto eine über viele Jahre bewährte Ateliergemeinschaft mit Giovanni Galizzi auf. Von nun an suchte er sich seine Assistenten selbst, darunter Antonio Aliense, Andrea Vicentino, sowie die Niederländer Paolo Fiammingo, Marten de Vos und Lodovico Pozzoserrato (eigentlich: Lodewijk Toeput).
Im gleichen Jahr wurde Tintorettos Tochter Maria oder Marietta als uneheliches Kind aus einer Beziehung mit einer deutschen Frau geboren. Marietta trat in die Fußstapfen ihres Vaters und wurde ebenfalls eine bekannte Malerin, genannt „La Tintoretta“. Jacopo heiratete vermutlich Ende der 1550er Jahre Faustina Episcopi, deren Vater eine Art Sekretär des Prokurators Giulio Contarini war. Gemeinsam mit seiner Frau hatte er acht weitere Kinder: den im November 1560 geborenen Domenico, Marco, Gierolima, Zuan Battista, Ottavio, Lucrezia Sara Monica, Ottavia und Laura (* nach 1584). Auch seine Söhne Domenico und Marco Tintoretto wurden Maler und halfen wie Marietta ihrem Vater in der Werkstatt, besonders bei Werken seiner Spätphase.
Eine schwierige, von Eifersucht bestimmte Beziehung hatte Jacopo zu seinem Malerkollegen Paolo Veronese (1528–1588).

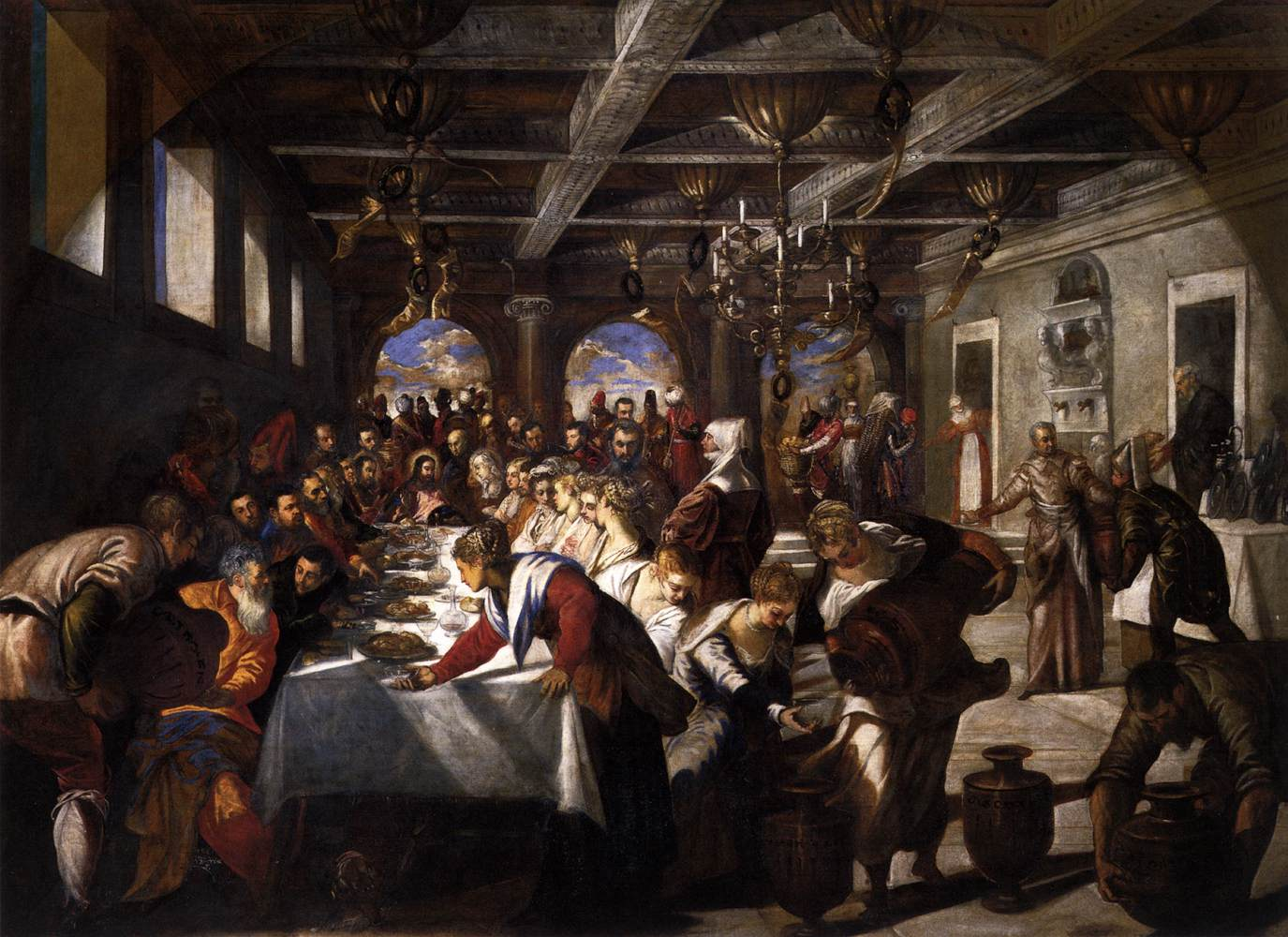
Hochzeit zu Kana, 1561, Santa Maria della Salute, Venedig

1562 bis 1566 schuf Tintoretto drei Bilder als Fortsetzung seines Markuswunders für die Scuola di San Marco, darunter die Die Bergung des Leichnams des heiligen Markus; sie entstanden im Auftrag des Arztes und Philosophen Tommaso Rangone und befinden sich heute in der Accademia (Venedig) und in der Pinacoteca di Brera (Mailand). Andere bedeutende Werke der 1560er Jahre waren Die Hochzeit von Kana für die Crociferi (1561; heute in Santa Maria della Salute), und Altargemälde für die venezianischen Kirchen San Trovaso (heute z. T. in der National Gallery, London), San Severo (Kreuzigung, heute Accademia, Venedig) und San Cassiano (1565–68; Auferstehung Christi, Kreuzigung, Christus im Limbus).
1566 wurde er in die Akademie aufgenommen. Zwei Jahre zuvor hatte er mit einem Zyklus in der Scuola di San Rocco begonnen, an deren Ausmalung er mit Unterbrechungen über 20 Jahre, von 1564 bis 1587, arbeitete und die mit über 60 Einzelbildern als sein Hauptwerk gilt. Das erste Bild Der hl. Rochus in der Glorie, hatte er innerhalb weniger Wochen gemalt und der Rochusbruderschaft am 22. Juni 1564 geschenkt – mit diesem Trick schaltete er trotz heftiger Proteste seiner Gegner alle anderen Konkurrenten aus, namentlich Paolo Veronese, Federico Zuccari, Giuseppe Salviati und Andrea Schiavone. Das Bild schmückt die Decke der Sala dell’Albergo, deren übrige Bilder er ebenfalls umsonst malte. Kurz darauf wurde er Mitglied der Rochusbruderschaft. Bis 1567 schuf er an den Wänden des Saales einen Passionszyklus, mit einer reichbewegten großen Kreuzigung von 12 m Breite als Höhepunkt. Für dieses Bild erhielt er 250 Dukaten. Es gehört zu seinen meistbewunderten Werken und wurde durch zahlreiche Schriften und Stiche (unter anderem von Agostino Carracci) verbreitet.

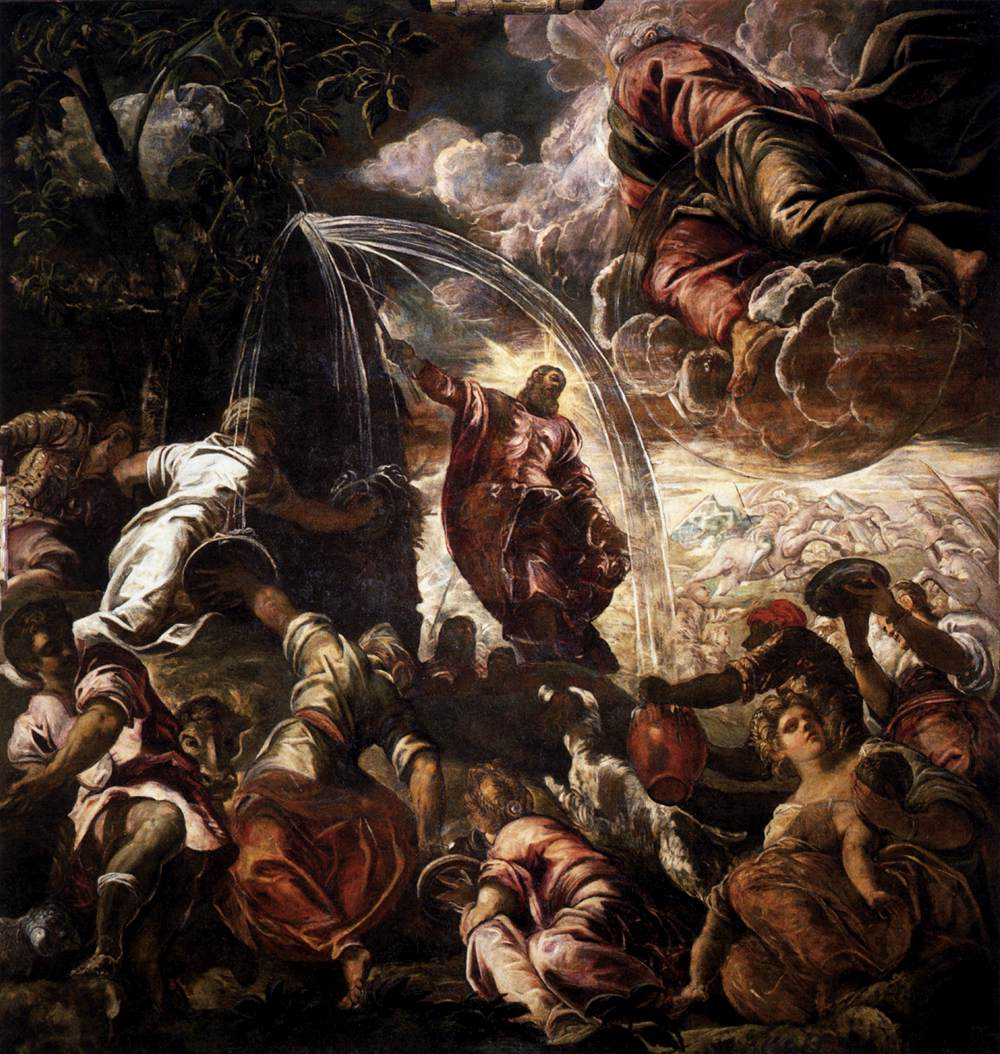
Moses schlägt Wasser aus dem Felsen, 1577, Scuola Grande di San Rocco

Auch später malte Tintoretto mehrere Bilder der Gemäldezyklen für die Scuola di San Rocco umsonst oder berechnete nur die Farben, darunter auch die Errichtung der ehernen Schlange, die Einsammlung der Manna und Moses schlägt Wasser aus dem Felsen (1575–1577) für die Decke der Sala Superiore. Auf seinen eigenen Vorschlag hin erhielt er ab November 1577 als Gegenleistung für jährlich drei neue Bilder von der Rochusbruderschaft eine lebenslange Pension von 100 Dukaten im Jahr, was immer noch wesentlich günstiger war, als wenn er sich jedes einzelne Bild hätte bezahlen lassen.
Wie sehr er mittlerweile geschätzt wurde, zeigt die Tatsache, dass er 1568 einen Auftrag für Entwürfe zu Mosaiken im Markusdom erhielt.
Im Jahr 1574 kaufte Jacopo Tintoretto im Stadtbezirk San Marziale ein Haus, in der Fondamenta dei Mori, in dem er und seine Familie bis zu seinem Tode wohnten. Das Haus ist heute noch erhalten.
Nach dem bereits erwähnten Brand im Dogenpalast (1577) erhielt er prestigereiche Aufträge für einen Zyklus in der Sala del Anticollegio (1578), malte Votivbilder in der Sala del Collegio (1580er) und schließlich von 1588 bis 1592 eines seiner berühmtesten Werke, das riesige Paradies (7 × 22 m) an der Wand der Sala del Maggior Consiglio, das auch heute noch das größte Leinwandgemälde der Welt ist. Bei der Arbeit an den Hunderten von Figuren halfen ihm zahlreiche Mitarbeiter, darunter nachweislich sein Sohn Domenico und Palma il Giovane.

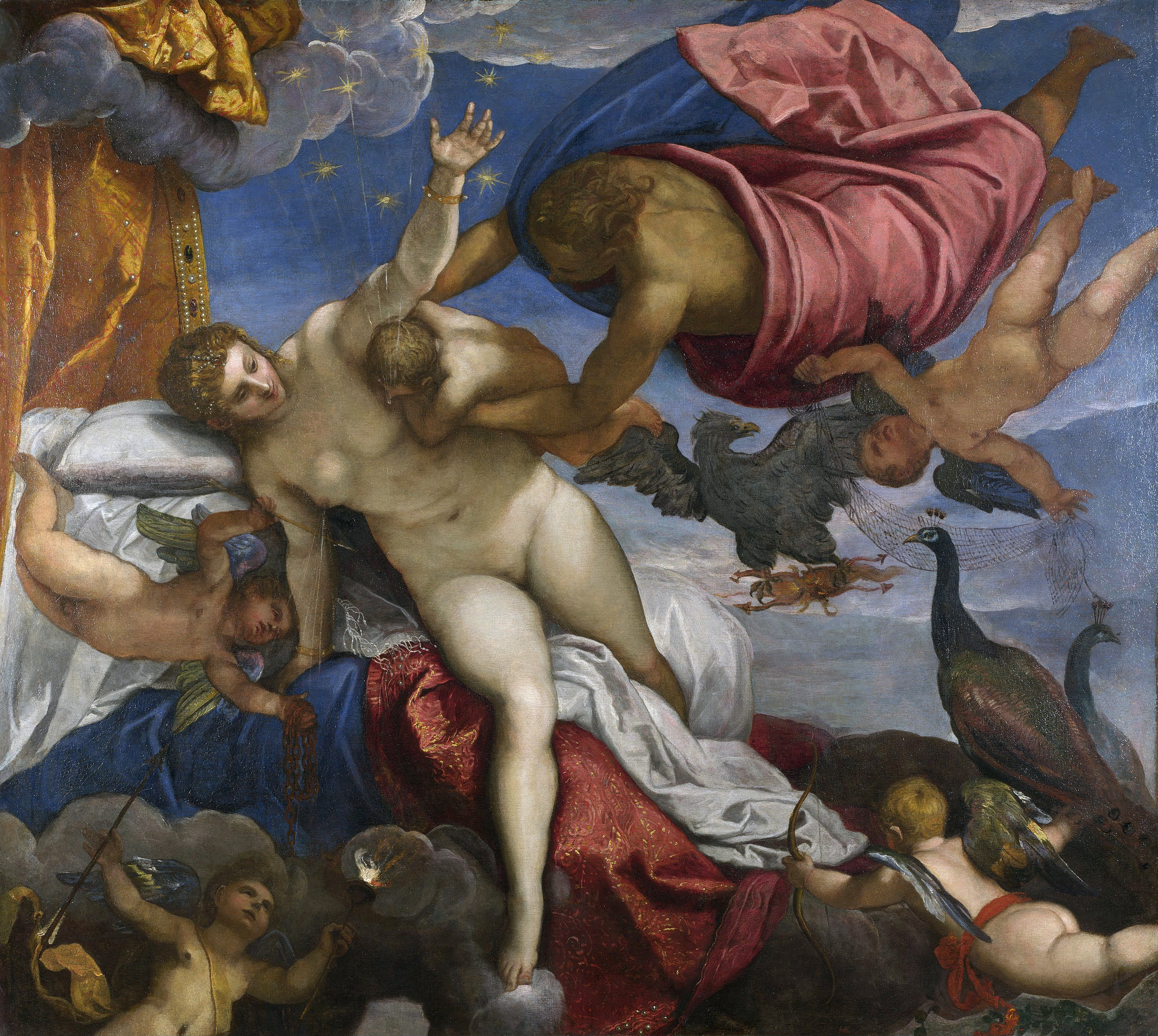
Die Entstehung der Milchstraße, 1575, National Gallery, London

Mittlerweile war Tintoretto international etabliert und malte für den Herzog von Mantua, Guglielmo Gonzaga, ab 1578 eine Reihe von acht Militärgemälden, den sogenannten „Gonzaga-Zyklus“ (italienisch: Fasti gonzagheschi; heute Alte Pinakothek, München). Er besteht zum einen aus vier Gemälden über die vier Markgrafen von Mantua, die im Jahr 1579 vollendet wurden, sowie durch vier weitere Bilder über die beiden Herzöge Federico II. Gonzaga und Francesco III. Gonzaga, die im Mai 1580 abgeschlossen waren. Ausnahmsweise verließ Tintoretto 1580 zusammen mit seiner Frau Faustina Venedig, um die letzten vier dieser Bilder persönlich im Herzogspalast in Mantua anzubringen.

Etwa zur gleichen Zeit schuf er für Kaiser Rudolph II. vier mythologische Gemälde, darunter die exquisite Entstehung der Milchstraße, die sich heute in der National Gallery in London befinden.
1590 starb seine Tochter Marietta und 1593 sein Sohn Zuan Battista. Tintorettos letzte Werke waren das 1594 fertiggestellte Letzte Abendmahl und die Grablegung Christi für die Kirche San Giorgio Maggiore. Nach 15 Tagen Fieber verstarb Tintoretto am 31. Mai in Venedig. Sein Grab befindet sich in der Kirche Madonna dell’Orto, die eine ganze Reihe wichtiger Werke von ihm beherbergt.
Die lateinische Grabinschrift lautet:
HOSPES VIATOR CIVIS
ADSTA ET PERLEGE
VENETI APELLIS
IACOBI ROBVSTII
COGNOMENTO
TINCTORETTI
CINERES
HOC MARMORE CLAVDVNTVR
IS MAGNVS NATVRÆ ÆMVLATOR MVTAM POESIM
INGENIO VEHEMENTI REDDIDIT ELOQVENTEM
DIVINO SIQVIDEM PENICILLO SOLI COELIQVE INCOLAS
SVIS IN TABVLIS SPIRARE COEGIT
EAS TEMPVS LICET VORAX MERITO SVSPICIENS SERVABIT
FAMA COLLOCABIT IN TEMPLO IMMORTALITATIS
AD EVITERNVM PICTVRÆ ORBISQVE ORNAMENTVM
LECTOR
TANTO VIRO
BENE ADPRECARE TVM FELIX ABITO
(Fremder, Wanderer, Landsmann,
bleib stehen und lies (dies) durch:
Die Asche des venezianischen Apelles Jacopo Robusti
genannt Tinctoretto wird von diesem Marmor eingeschlossen.
Dieser große Nachahmer der Natur brachte mit gewaltigem Talent
die stumme Poesie (d. h. die Malerei) zur Beredsamkeit, da er ja
mit göttlichem Pinsel die Bewohner der Erde und des Himmels
in seinen Bildern atmen machte (d. h. lebendig werden ließ).
Diese (Bilder) wird mit Recht die Zeit, obgleich sie gefräßig (ist),
bewundernd bewahren, der Ruhm ihnen im Tempel der Unsterblichkeit
zur ewigen Zierde der Malerei und der Welt einen Platz anweisen.
Leser, bitte gut für solch einen Mann,  dann geh glücklich deiner Wege.)
Jacopo hatte kurz vor seinem Tode am 30. Mai 1594 seinen Sohn Domenico testamentarisch zu seinem Nachfolger ernannt. Nachdem auch Domenico und Marco Robusti gestorben waren, erbte deren Schwester Ottavia als Haupterbin die Werkstatt und heiratete auf Weisung ihrer Brüder den deutschstämmigen Maler Sebastian Casser (1545), der in der Tintorettowerkstatt ausgebildet worden war.

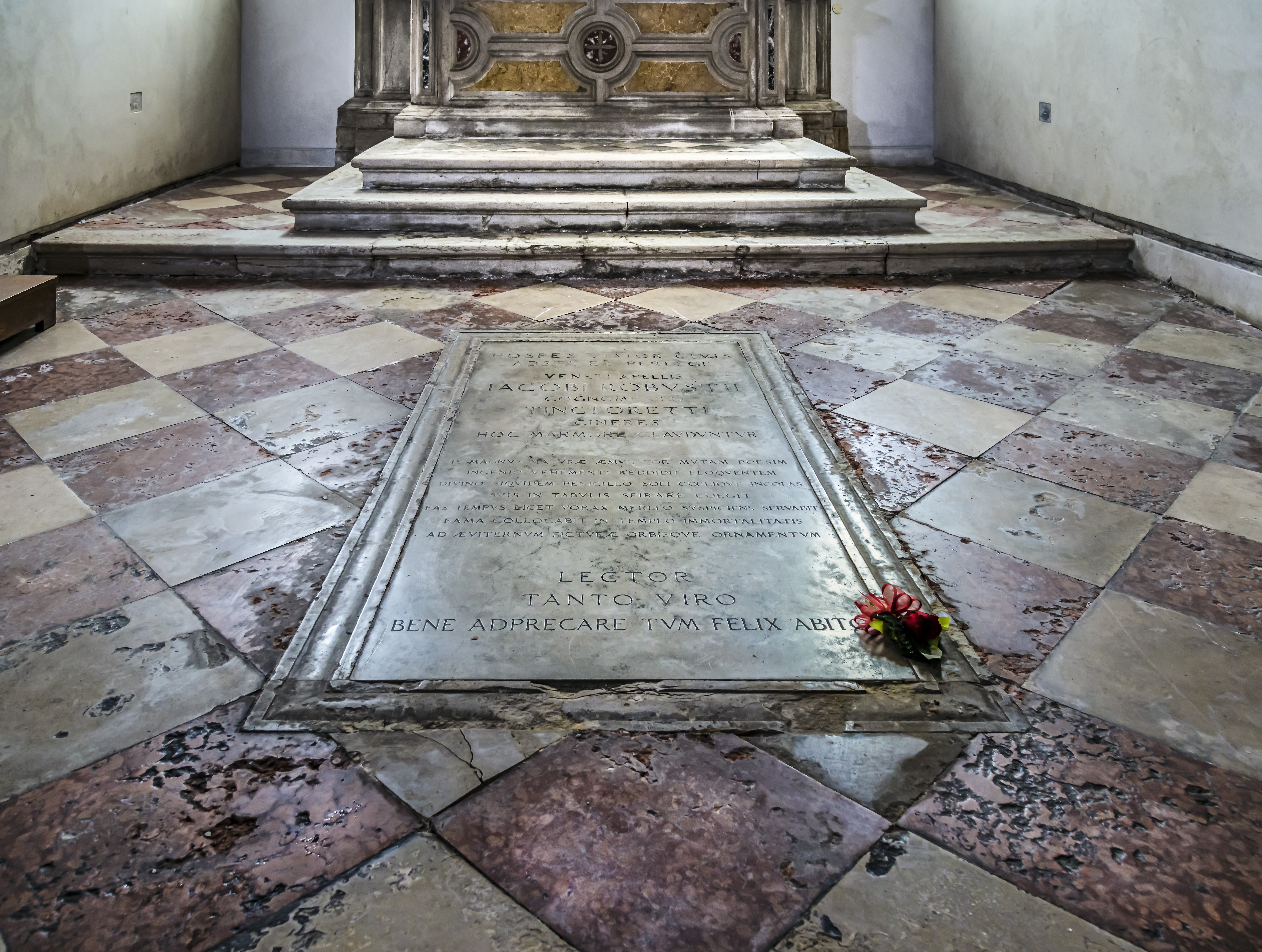
Grab von Tintoretto in der Kirche Madonna dell’Orto

## Tintoretto und die Reformation

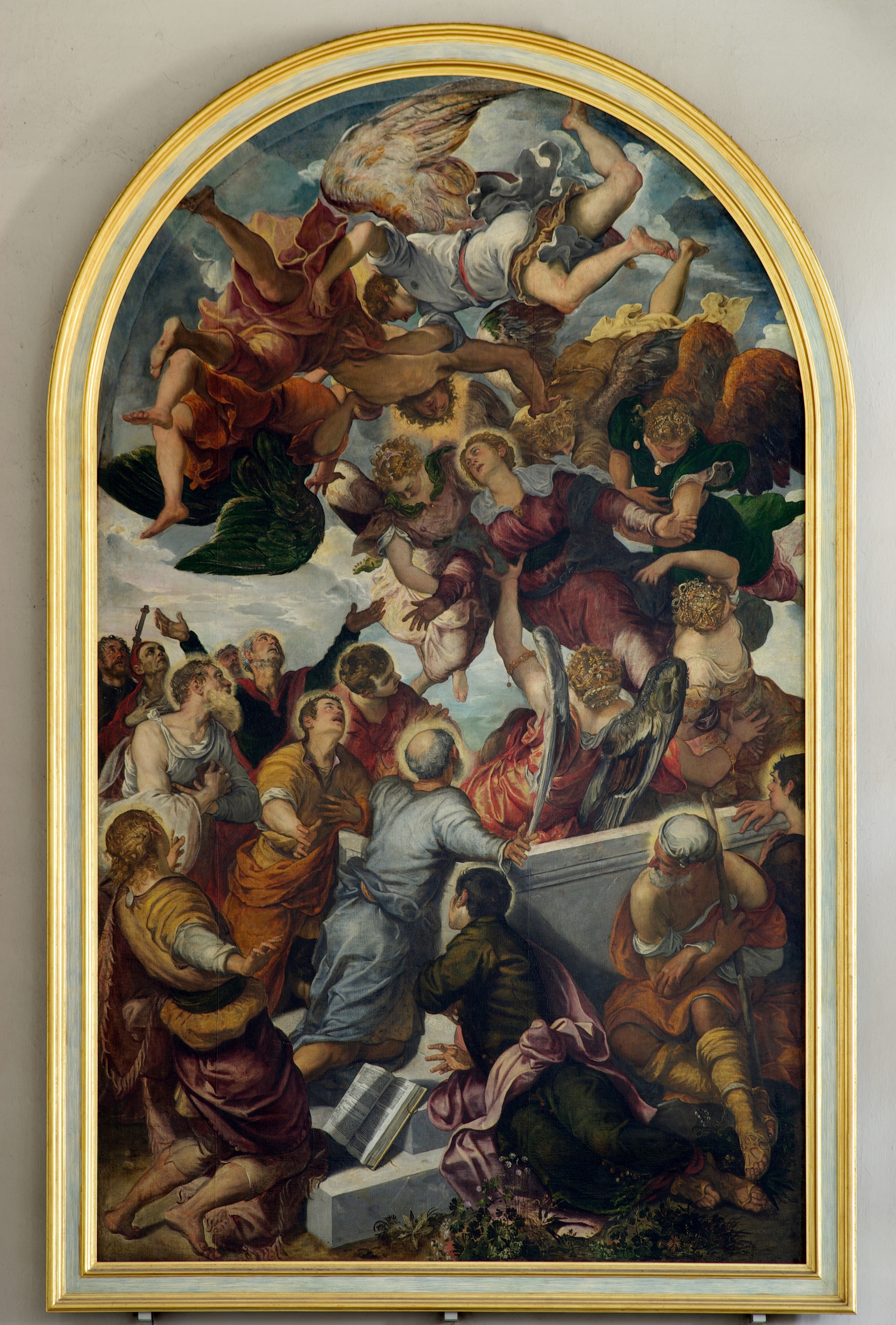
Auferstehung Mariens, um 1555, Obere Pfarre, Bamberg

Jacopo Tintoretto tat seine ersten Schritte als Künstler in einer ungewöhnlich bewegten Zeit. Durch Martin Luthers Thesenanschlag 1517 in Wittenberg war die alte Ordnung geistiger und weltlicher Macht ins Wanken geraten. Bereits ab 1520 fanden Luthers Schriften reges Interesse in Venedig, es entstand hier eine Atmosphäre der Gegensätze, in der Tintoretto lebte und arbeitete.
Der Kunsthistoriker Alexander Linke wies darauf hin, dass in Tintorettos unmittelbarer Nachbarschaft in Cannaregio ein ganzer Kreis von Adligen lebte, die sich intensiv mit den Fragen der Reformation beschäftigten, darunter auch Kardinal Gasparo Contarini und dessen Familie. Dieser Personenkreis gehörte neben Kirchen, Klöstern und den Bruderschaften Venedigs ebenfalls zu Tintorettos Förderern und Auftraggebern.
Roland Krischel, Kurator einer Kölner Tintoretto-Ausstellung, wies darauf hin, dass der Maler eine Bibelübersetzung von Santi Marmochino besaß, „… die besonders nah an den Urtexten entlang übersetzt und später auf den Index gesetzt worden war“, deren Besitz also strafbar war. Diese Bibel verewigte er auf seinem Altarbild Auferstehung Mariens, das sich heute in der Oberen Pfarre in Bamberg befindet, wo sie am unteren Bildrand, auf den Stufen eines Altars, deutlich zu erkennen und zu identifizieren ist. Im Allgemeinen schöpfen Tintorettos religiöse Bilder jedoch aus einem traditionellen römisch-katholischen Themenfundus; ob und inwieweit er reformatorischen Gedanken zuneigte, lässt sich daher aus seinen Gemälden nicht feststellen.

## Stil

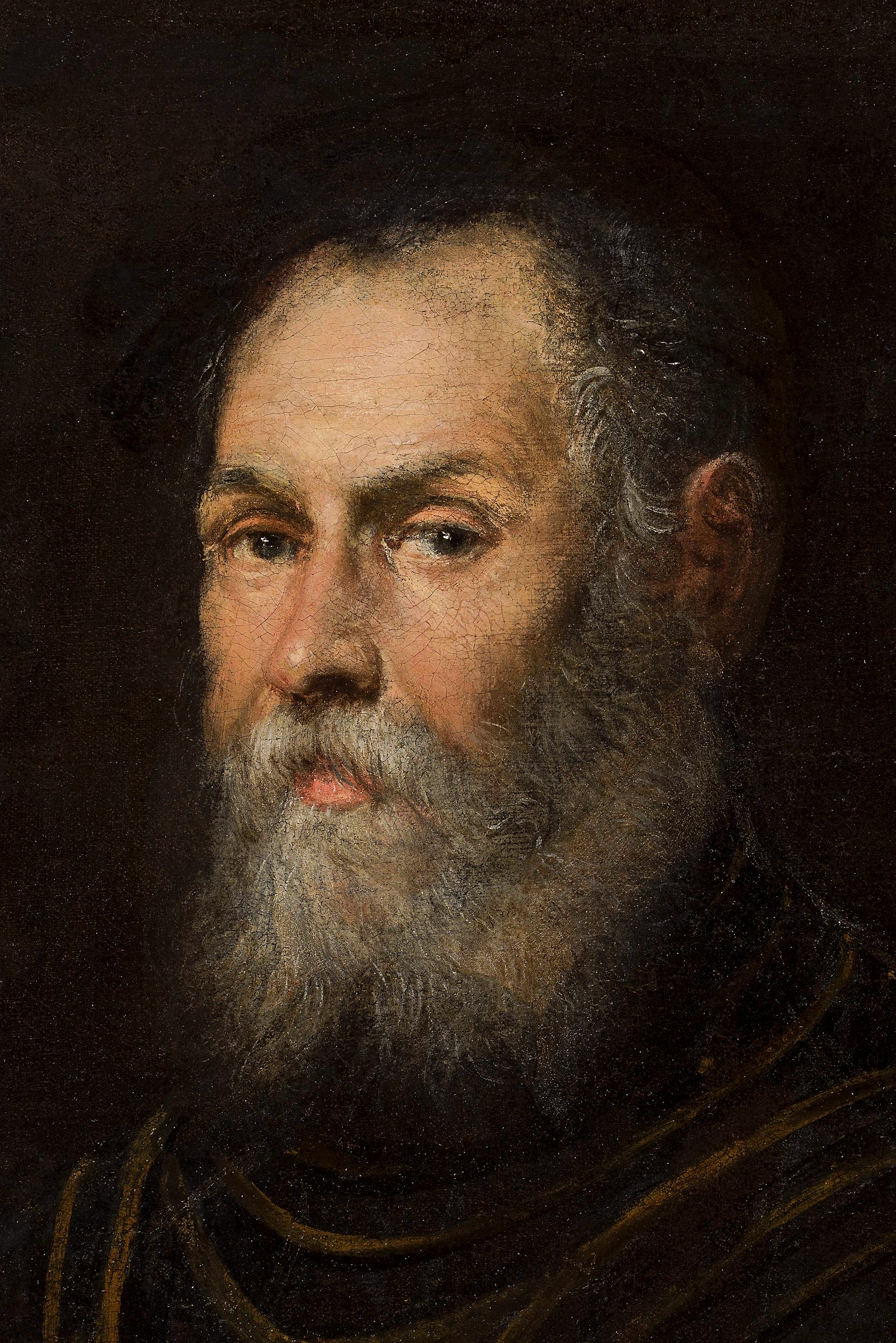
Detail aus Tintorettos Porträt eines Venezianischen Admirals, 1570er Jahre, Öl auf Leinwand (82 × 68 cm), Nationalmuseum, Warschau.

Tintoretto gehört zusammen mit Tizian und Veronese zu den bedeutendsten Malern Venedigs im 16. Jahrhundert. Er malte religiöse Bilder, mythologische und allegorische Themen, Porträts und Schlachtengemälde. Einige seiner Arbeiten weisen sehr große Formate auf, entsprechend der Räume, für die sie hergestellt wurden. Über sein gesamtes Schaffen hinweg gelang es ihm, seine Themen deutlich in das Blickfeld zu rücken und altbekannte Szenen, die er teilweise mehrmals malte (wie z. B. das Letzte Abendmahl), immer wieder auf neue Weise darzustellen. „Sein Markenzeichen waren neue, innovative, extravagante und hochdramatische Bildkompositionen“. Damit erweckt er die Aufmerksamkeit des Betrachters. Tintoretto war auch bekannt als ein sehr schneller Maler, der – so die Überlieferung eines spöttischen Zeitzeugen – „bereits das fertige Bild lieferte, während die Konkurrenten noch an ihren Entwürfen saßen.“ Das brachte ihm immer wieder auch Kritik ein, allen voran von Francesco Sansovino (1561) und Giorgio Vasari (1568), der ihm vorwarf, dass Tintoretto „kaum aus dem Gröbsten gefertigte Entwürfe für vollendet stehen“ ließ.
Laut Ridolfi (1642) lautete Tintorettos Motto „das Disegno von Michelangelo und das Kolorit von Tizian“ (il disegno di Michelangelo e’l colorito di Tiziano), angeblich soll er es an die Wand seiner Werkstatt geschrieben haben. Trotz eines starken Einflusses durch Michelangelos Werke, die er vermutlich nur durch Stiche und Modelle kannte, war Tintoretto jedoch ein typisch venezianischer Maler, der das Kolorieren über das Zeichnen (disegno) stellte. Vasari, der von der völlig anderen Auffassung der mittelitalienischen Malerei in Florenz und Rom geprägt war, warf Tintoretto insbesondere vor, dass er seine Bilder oft ganz ohne Vorzeichnung direkt auf der Leinwand entstehen ließ und „mehr durch Zufall und Kühnheit als nach Zeichnung und Absicht“ arbeite. Diese Kritik war nicht immer unberechtigt, manche seiner Werke wirken tatsächlich fast skizzenhaft oder unvollendet, andere dagegen sind sehr genau durchdacht und geplant.

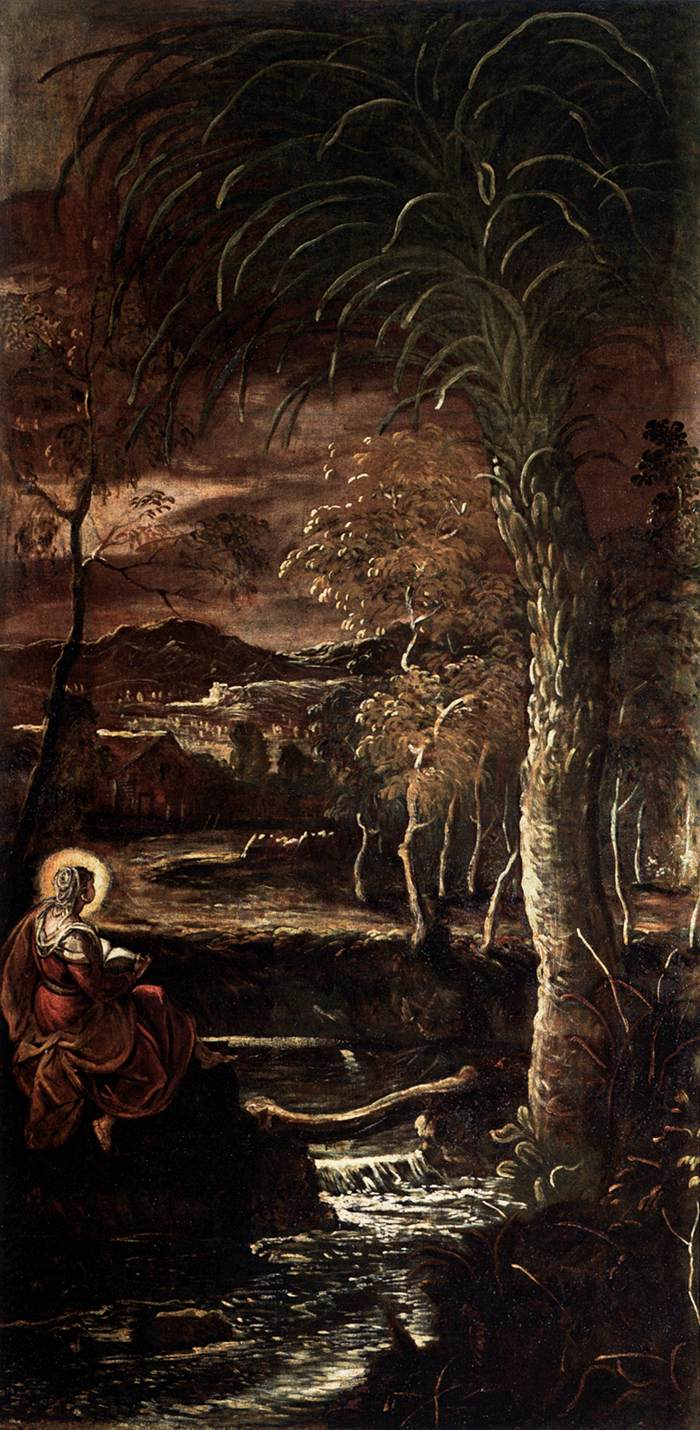
Hl. Maria von Ägypten, 1582–1587, Scuola Grande di San Rocco, Venedig

Ab den 1540er Jahren entwickelte Tintoretto seine eigene Maniera (d. h. seinen Stil) auf der Grundlage des Manierismus mit seinen gelängten Körperproportionen und ungewohnten Perspektiven des Raums. Kompliziertere Posen seiner dargestellten Personen überprüfte er am lebenden Modell. Er ist außerdem bekannt für seine tiefen Perspektiven, die mit der Zeit immer gewagter wurden.
Seine Farbpalette änderte sich von anfangs leuchtenden, bunten Tönen bei seinen Jugendwerken hin zu immer gebrocheneren Farben in den späteren Werken. Trotzdem konnte er je nach Gelegenheit und Auftraggeber auch variieren und hellere, lichtere Töne anschlagen, die gelegentlich an Veronese erinnern, wie in der Entstehung der Milchstraße von 1575 (National Gallery, London). Wenn er nicht eine ausdrückliche Stilkopie anfertigte, zeichnen sich Tintorettos Figuren jedoch durch eine gewisse bescheidene Menschlichkeit aus, die etwas volkstümlicher oder bürgerlicher wirkt als Veroneses verfeinerte aristokratische Kultur.
Tintorettos Maltechnik und Farbpalette enthält ein hoch entwickeltes Helldunkel, und vor allem in seiner Reife- und Spätzeit malte er manchmal mit trockenem Pinsel ganze Figuren als funkelnde Lichtreflexe oder Lichtschleier. Beispiele dafür sind Die Bergung des Leichnams des heiligen Markus (1562, Accademia, Venedig) und die Darstellungen der Hl. Maria Magdalena und der Hl. Maria von Ägypten in der Sala Terrena in der Scuola di San Rocco (siehe Abb. oben). Dies verleiht seiner Kunst zusammen mit einem fiebrig-unruhigen Pinselstrich und fantasievoll-dramatischen Szenerien etwas Mystisch-Visionäres, das auf El Greco vorausweist, der eventuell sein Schüler, zumindest aber von ihm beeinflusst war. Anregungen für seine an Bühnenbilder erinnernden Architekturen, beispielsweise in dem Gemälde Fußwaschung von 1548/1549 bezog Tintoretto von den Theatern Venedigs. Einige seiner (allerdings als Auftragsbilder entstandenen, also nicht selbst gewählten) Themen beschäftigten sich mit Randgruppen der Gesellschaft: Sklaven (Sklavenwunder auch Wunder des heiligen Markus betitelt, 1547/1548) oder Kranken (Heilung der Pestkranken, 1548/1549).
Neben vielfigurigen, turbulent bewegten Szenen war er auch zu intimen Momenten fähig, wie in dem Gemälde Venus, Vulcanus und Cupido von 1555, wo dem Kind die Brust gereicht wird.
Seine reich bewegten, dynamischen Kompositionen von großer Ausdruckskraft bereiteten die Malerei des Barock vor.

## Galerie

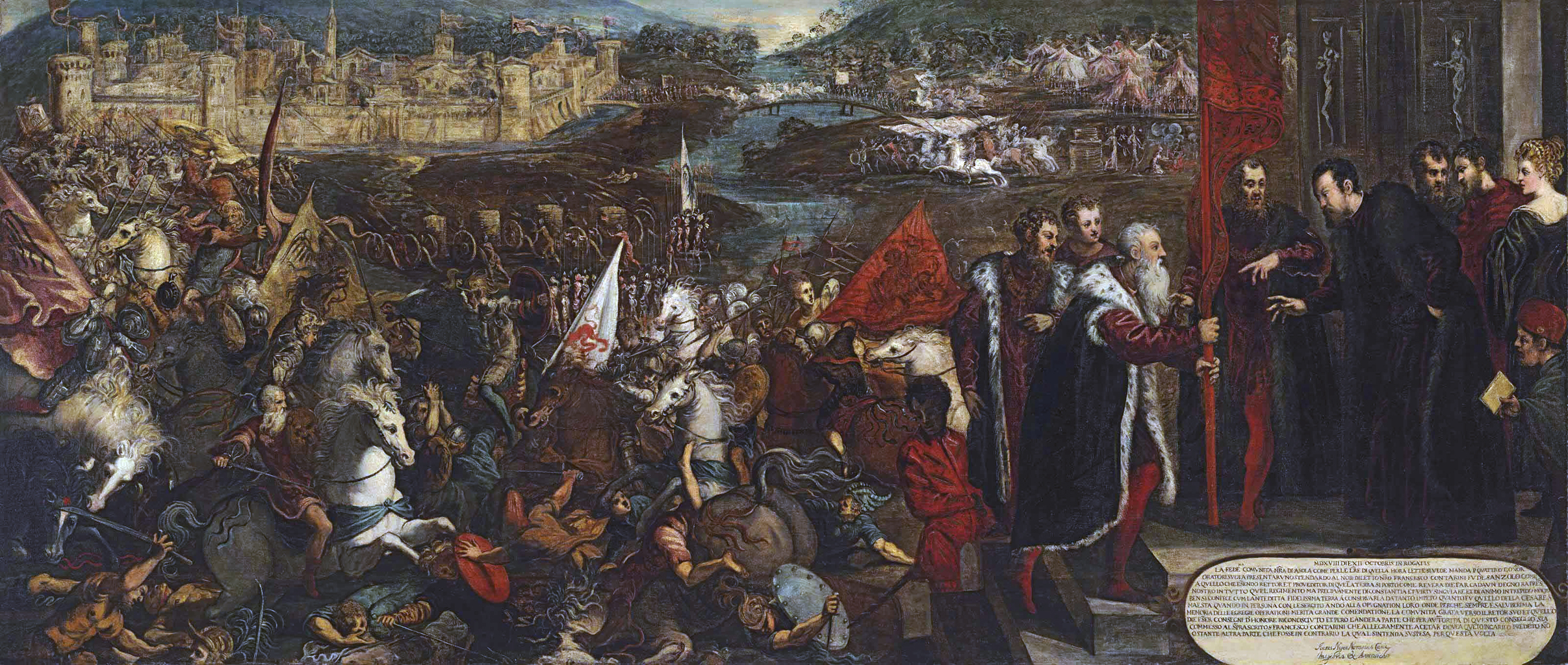
Die Belagerung von Asola, 1544/1545, Privatsammlung
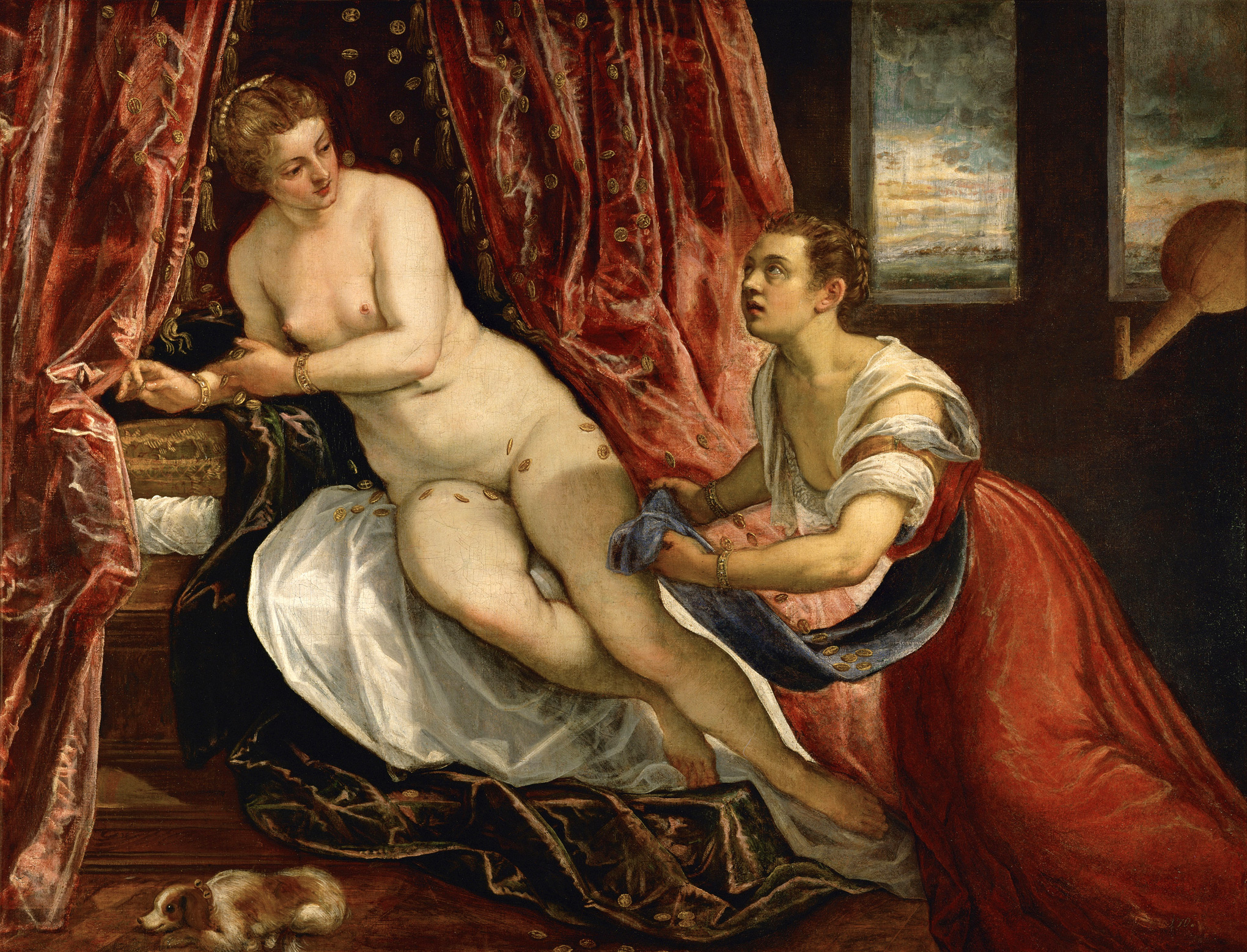
Danaë, Musée des Beaux-Arts, Lyon, etwa 1570
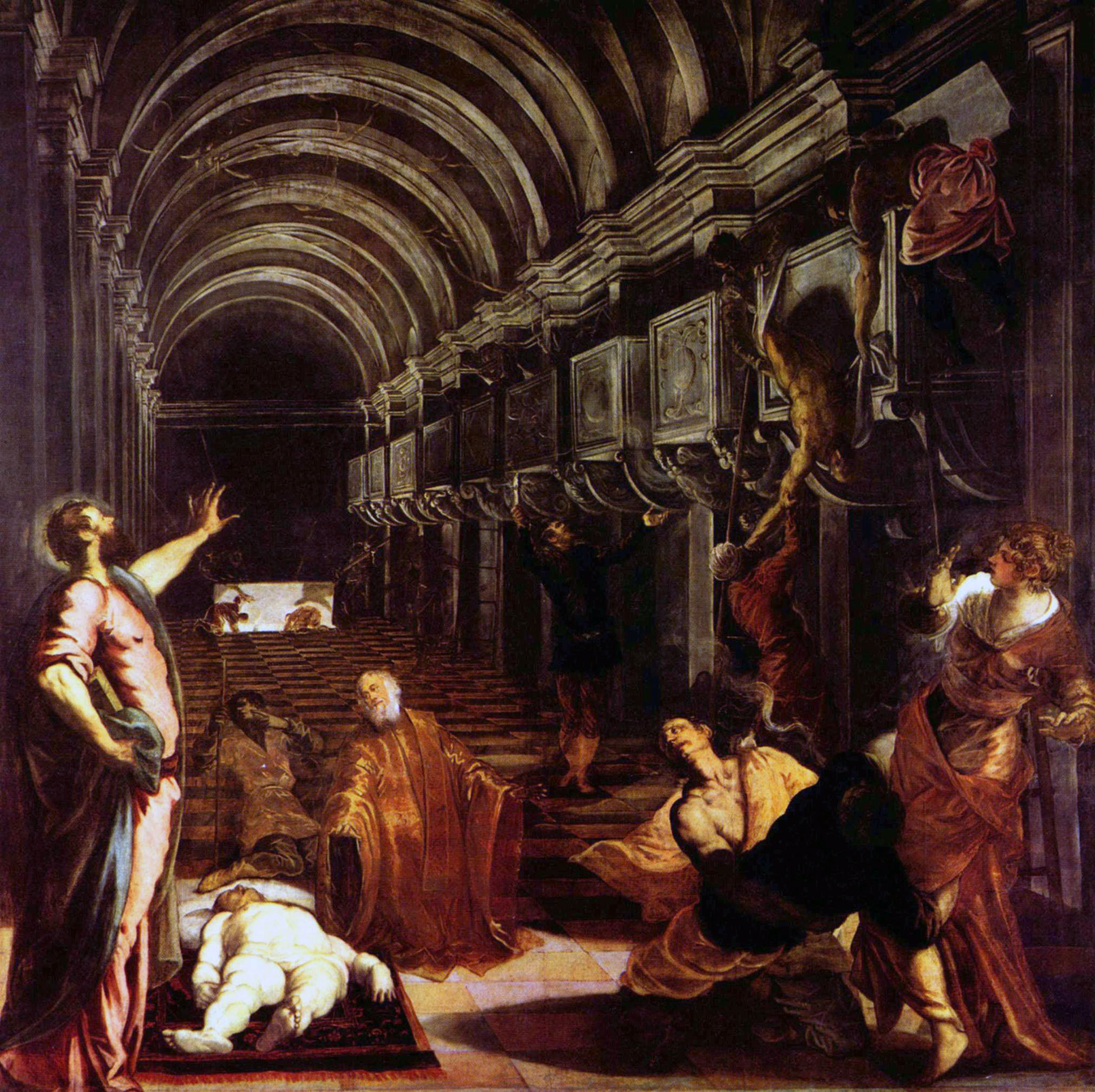
Die Auffindung des Leichnams des heiligen Markus, um 1562, Pinacoteca di Brera, Mailand
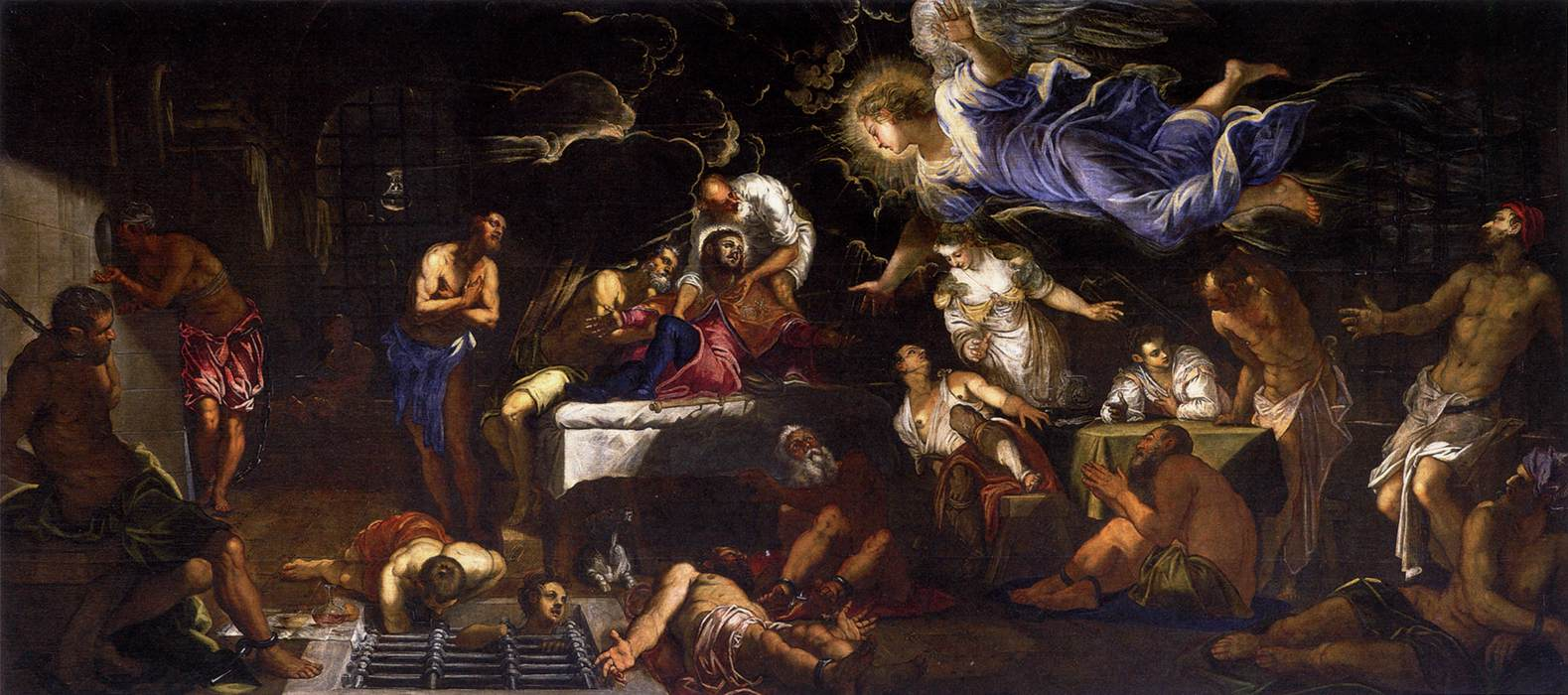
Der Hl. Rochus im Gefängnis, 1567, Kirche San Rocco, Venedig
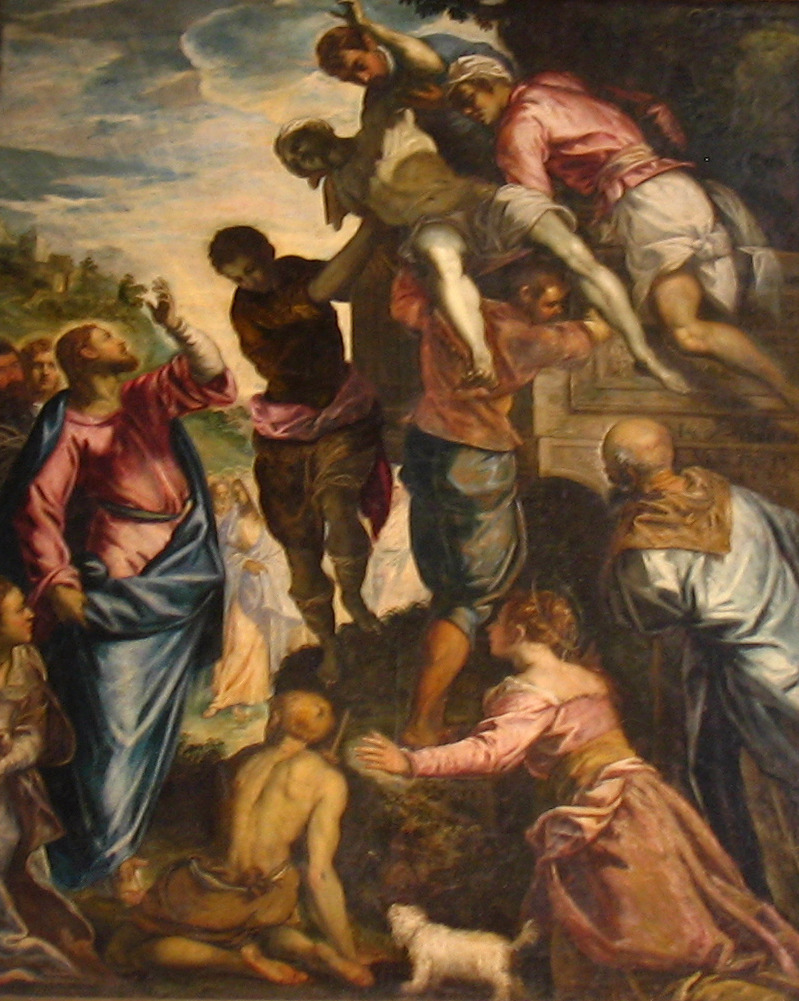
Auferweckung des Lazarus, 1576, in St. Katharinen zu Lübeck
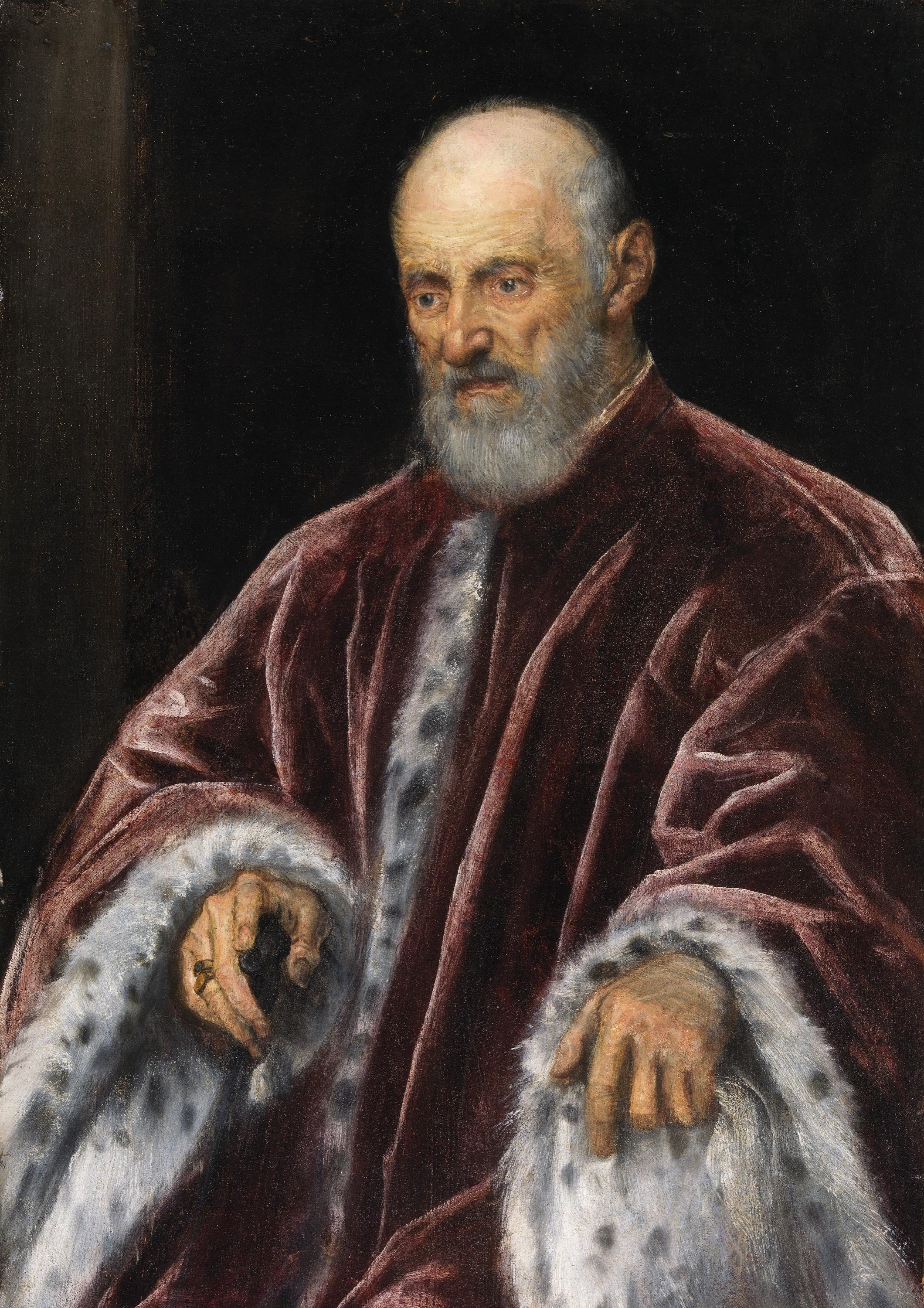
Porträt eines venezianischen Senators, 1575–1580, Öl auf Leinwand, 84 × 60 cm, National Gallery of Ireland, Dublin
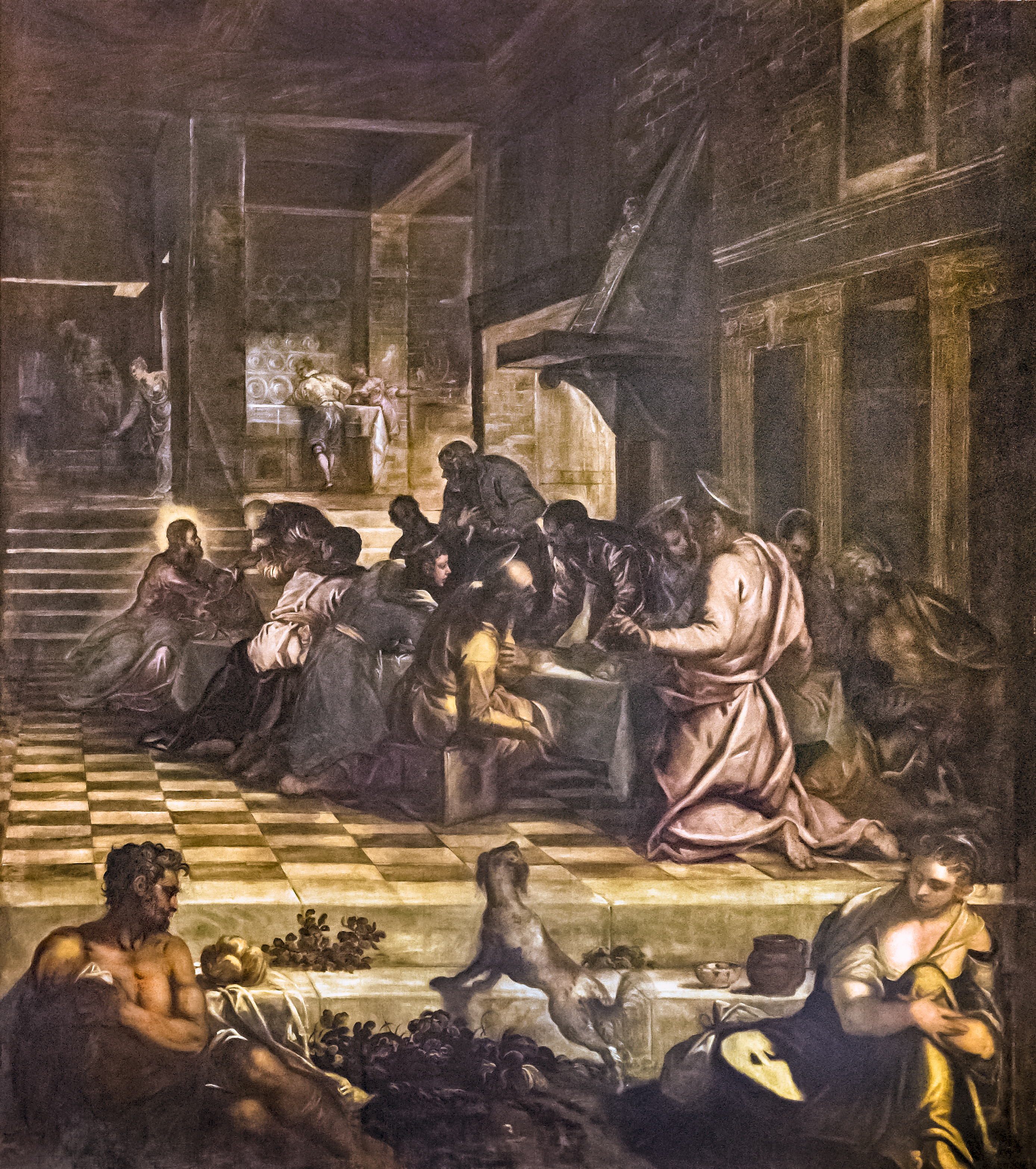
Letztes Abendmahl, um 1580, Scuola Grande di San Rocco, Venedig
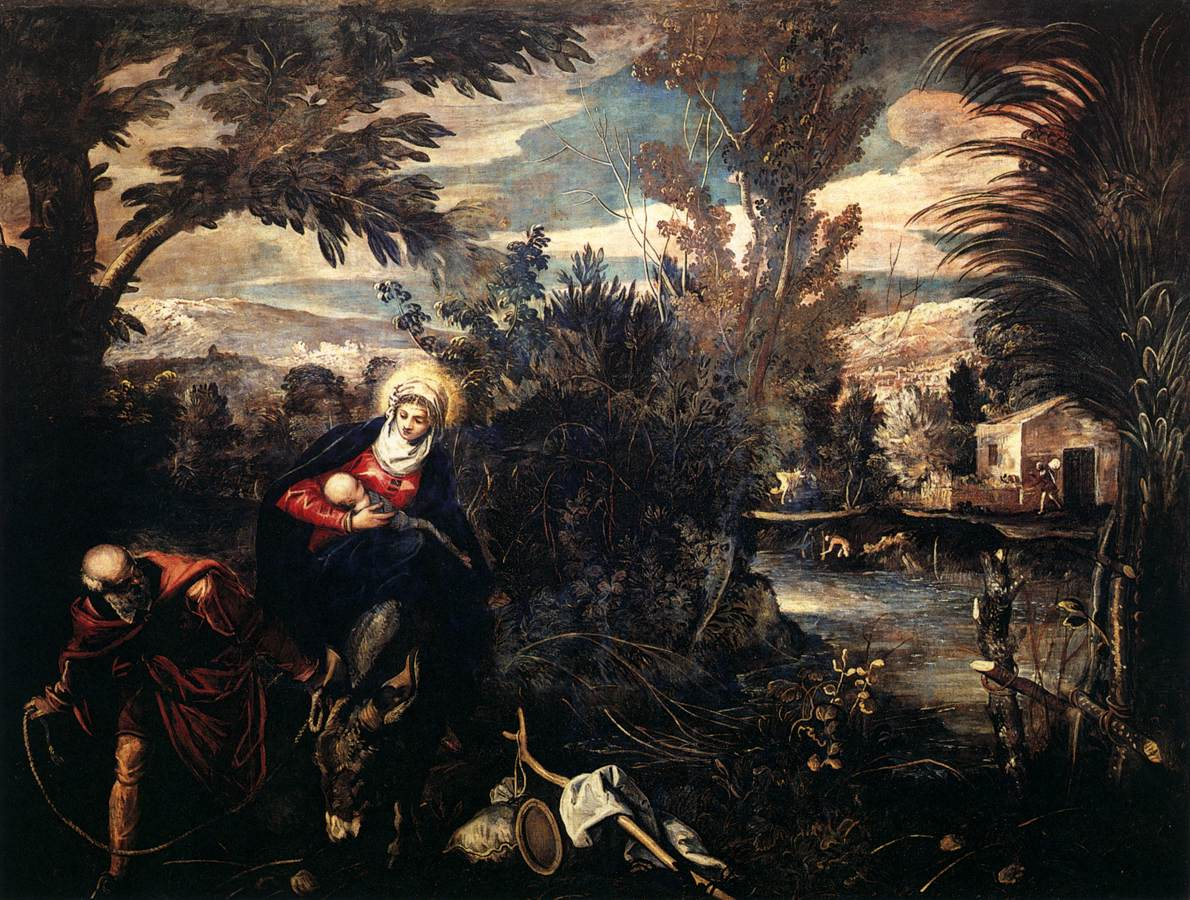
Flucht nach Ägypten, 1582–1587, Scuola Grande di San Rocco, Venedig
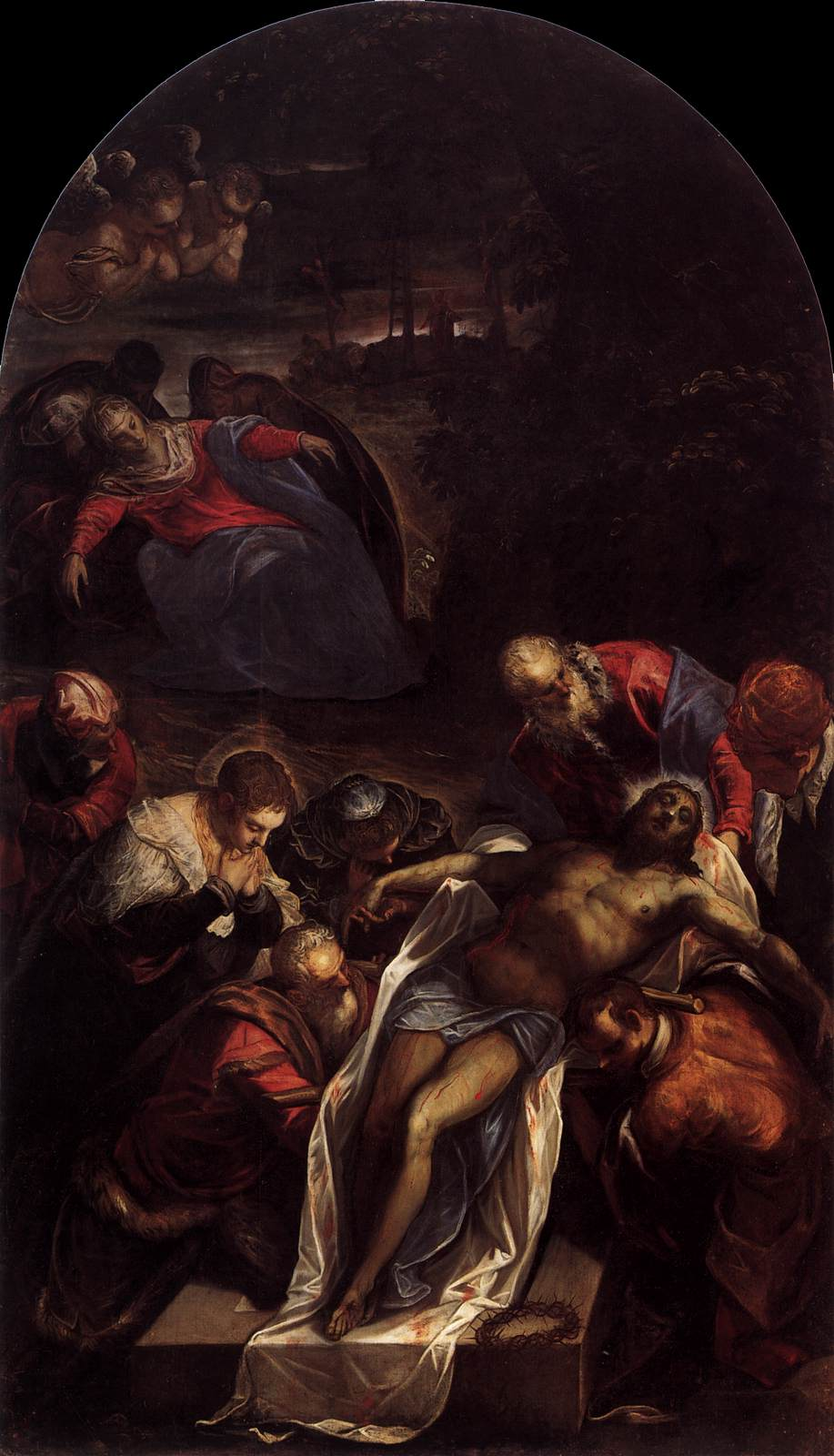
Grablegung Christi, 1594, San Giorgio Maggiore, Venedig
Jacopo und Domenico Tintoretto, Palma il Giovane u. a.:[25][38] Das Paradies (Ausschnitt), 1588–1594, Dogenpalast, Venedig

## Werke
Von den Werken seiner frühen Zeit, in welchen er Tizian nahestand, sind der Sündenfall und der Tod Abels (in der Akademie zu Venedig), Venus, Mars und Amor (im Palazzo Pitti zu Florenz), das Altarblatt mit einer Darstellung des Hl. Markus mit den hll. Bartholomäus und Hieronymus in der St.-Markus-Kathedrale von Korčula (Kroatien) zu nennen.
Ein großer Teil von Tintorettos Werken befindet sich nach wie vor in Venedig, hervorzuheben ist der oben erwähnte Zyklus von über 60 Gemälden von Tintorettos Hand, der als besonders persönliches Zeugnis seiner Kunst gilt. Tintorettos Gemälde im Dogenpalast, darunter das kolossale Paradies, entstanden meistens in Zusammenarbeit mit seiner Werkstatt (siehe oben). Bedeutende Werke Tintorettos findet man auch in einigen venezianischen Kirchen, obwohl manches heute in diversen Museen hängt. Zahlreiche weitere Gemälde von ihm befinden sich in Museen zu Venedig, Paris, London, Dresden, Berlin, Wien, Madrid, Florenz, Bukarest und anderen Städten.

Die folgende Auflistung ist eine Auswahl bedeutender Werke Tintorettos, ohne Anspruch auf Vollständigkeit.
Venedig

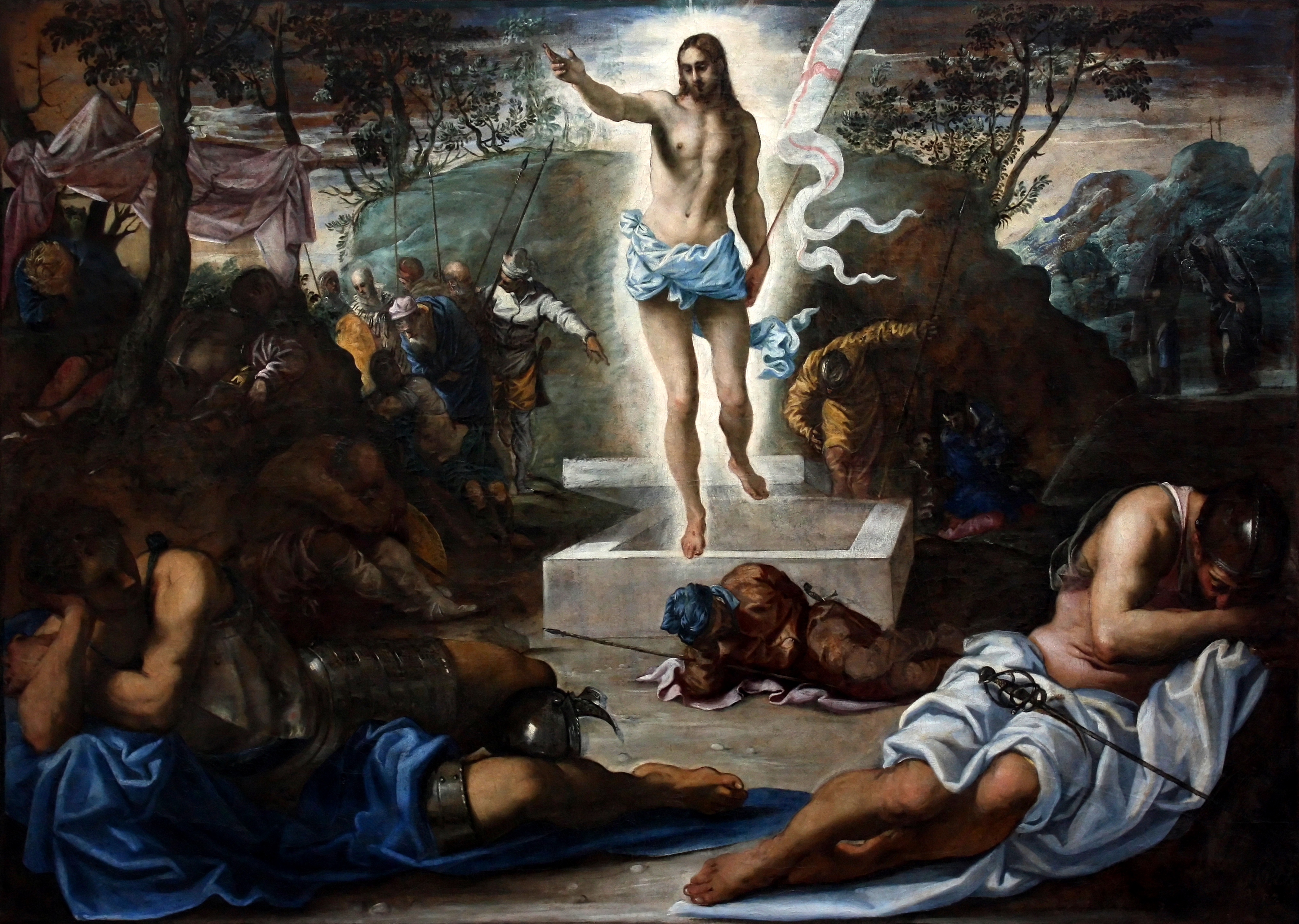
Auferstehung Christi, Accademia, Venedig

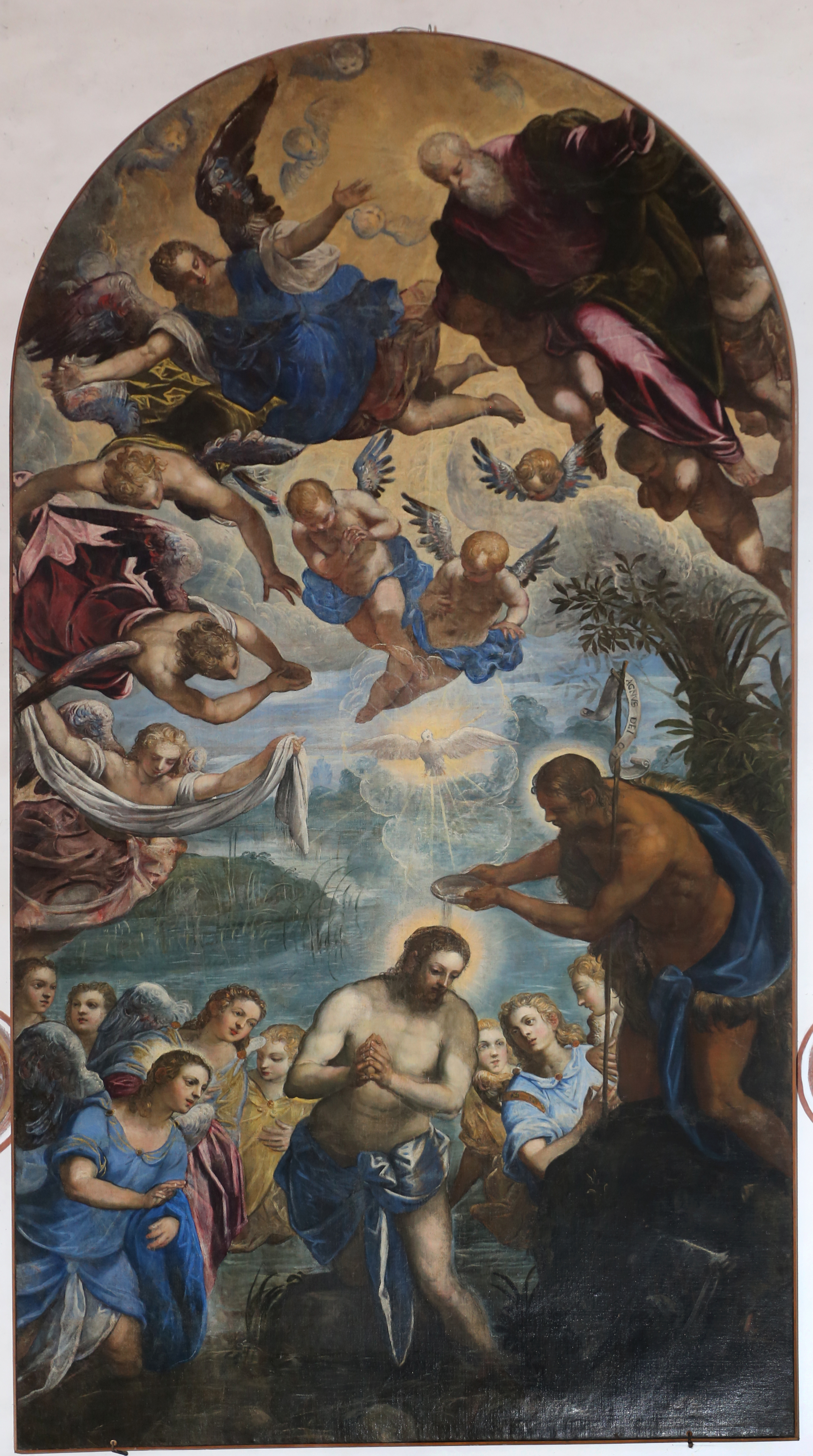
Taufe Christi in der Kirche San Pietro Martire, Murano, Venedig

- Zyklus von mehr als 60 Gemälden in der Scuola Grande di San Rocco,[39] darunter
  - Der hl. Rochus in der Glorie, 1564
  - große Kreuzigung, 1565
  - Christus vor Pilatus, 1566/1567
  - Dornenkrönung, 1566/1567
  - Errichtung der ehernen Schlange, 1575–1577
  - Einsammlung der Manna, 1575–1577
  - Moses schlägt Wasser aus dem Felsen, 1575–1577
  - Anbetung der Hirten, 1578–1581
  - Taufe Jesu, 1578–1581
  - Letztes Abendmahl, 1578–1581
  - Gebet auf dem Ölberg, 1578–1581
  - Auferstehung Christi, 1578–1581
  - Flucht nach Ägypten, 1582–1587
  - Hl. Maria Magdalena und Ägyptische Maria, 1582–1587
- mehrere Gemälde in der Kirche San Rocco, darunter Der hl. Rochus heilt die Pestkranken (1549) und Der hl. Rochus im Gefängnis (1567)
- mehrere Gemälde in Santa Maria dell’Orto, darunter Präsentation der Jungfrau im Tempel (1552/1553), das Jüngste Gericht (1560–1562) und die Anbetung des Kalbes (1563)
- Himmelfahrt Mariä, 1555, Santa Maria Assunta
- Darstellung Jesu im Tempel, 1542, Santa Maria dei Carmini
- Hochzeit zu Kana, 1561, Santa Maria della Salute
- Kreuzigung, Jesus im Limbus und Auferstehung, San Cassiano
- Letztes Abendmahl und Grablegung Christi, San Giorgio Maggiore, 1594
- Taufe Christi, San Silvestro
- Taufe Christi, San Pietro Martire, Murano (Venedig)

- Dogenpalast, Venedig
  - mythologische Bilder in der Sala dell’Anticollegio, u. a. Bacchus, Venus und Ariadne, 1576/1577
  - Mystische Hochzeit der hl. Katharina, 1576
  - Schlacht von Zara
  - Der Doge Nicolò da Ponte bittet die Jungfrau um Schutz, 1584
  - Der tote Christus mit den Dogen Pietro Lando und Marcantonio Trevisan, 1580er Jahre
  - Paradies, 1588–1592 (zusammen mit Domenico Tintoretto, Palma il Giovane u. a.)

- Accademia, Venedig
  - Bergung des Leichnams des Hl. Markus, 1562 (ehemals für die Kirche San Marco)
  - Madonna dei Camerlenghi, ca. 1567
  - Kreuzigung
  - Auferstehung Christi

Internationale Museen
- Bildnis eines 25-jährigen Edelmannes, 1545, Royal Collection
- Die Musen, um 1578, Windsor Castle
- Die Belagerung von Asola (L’assedio di Asola), 1544–1545, Nationalmuseum (Posen)
- Die Verkündigung, Öl auf Leinwand, 124 × 100 cm, Muzeul Național de Artă al României (Nationales Kunstmuseum von Rumänien), Bukarest
- Sternenmadonna, National Gallery of Art, Washington D.C.
- Madonna mit Kind und der Familie des Doges Alvise Mocenigo, um 1575, National Gallery of Art, Washington D.C.
- Taufe Christi, Cleveland Museum of Art, Cleveland (Ohio)
- Geburt Christi, Museo Nacional de Bellas Artes, Buenos Aires

Uffizien, Florenz
- Bildnis eines bärtigen Mannes, 1546
- Porträt des Bildhauers Jacopo Sansovino, 1560–1570

Museo di Castelvecchio, Verona
- Die neun Musen

Palazzo dei Musei, Modena
- Madonna mit Kind und Heiligen, 1547–1549

Kunsthistorisches Museum, Wien
- Susanna im Bade, um 1555/1556
- Geißelung Christi
- Bildnis des Lorenzo Soranzo
- Mann mit weißem Bart
- Alter Mann und Knabe, ca. 1565

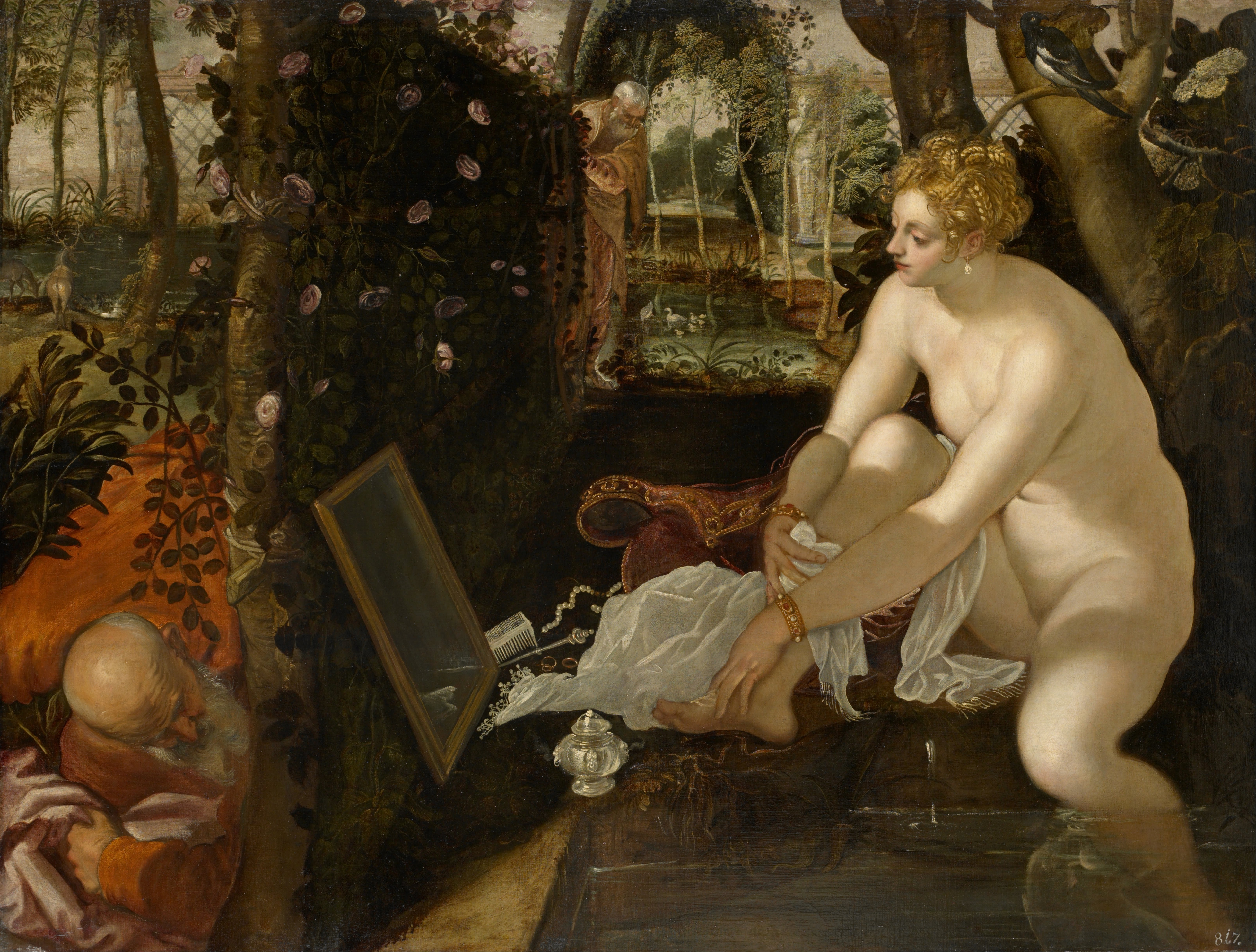
Susanna im Bade, 1555/1556, Kunsthistorisches Museum, Wien

- Bildnis eines Mannes in goldverzierter Rüstung, 1553

Louvre, Paris
- Susanna im Bade, um 1550–1560
- Paradies (erste Skizze zum Gemälde im Dogenpalast; 143 × 362 cm), 1580er Jahre
- Selbstporträt, 1587/1588

Prado, Madrid
- Taufe Christi

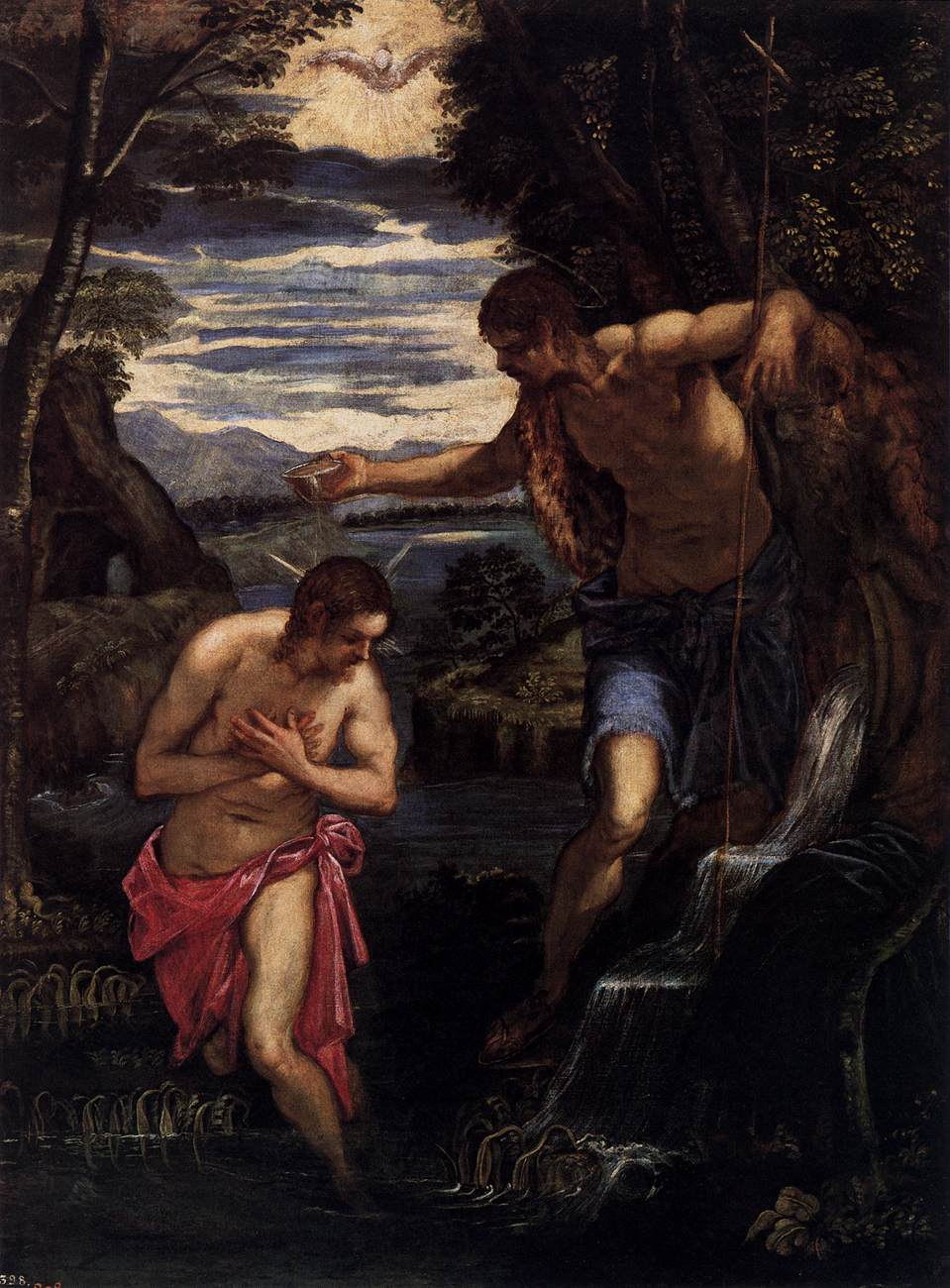
Taufe Christi, Prado, Madrid, nach 1550

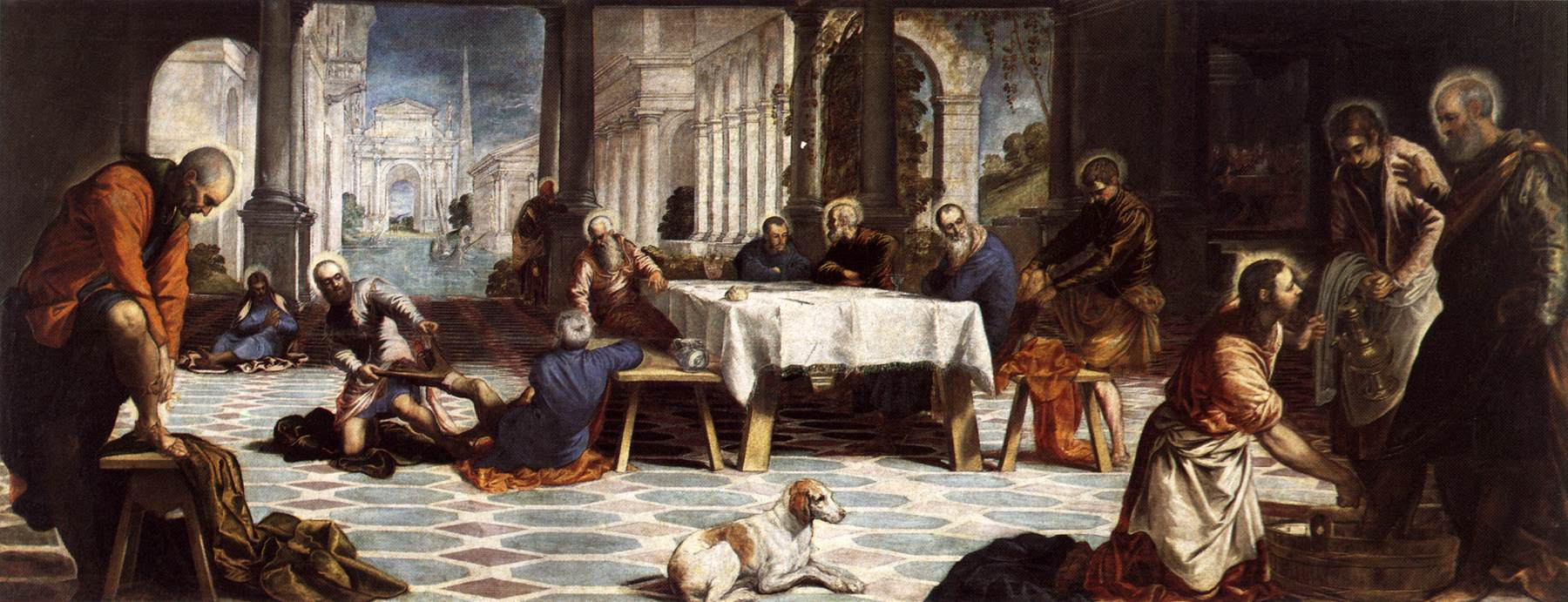
Fußwaschung, 1548–1549, (ehem. San Marcuola), Prado, Madrid

- Die Fußwaschung, 1548–1549 (ehem. San Marcuola, Venedig)
- Judith und Holofernes
- Porträt des Marco Grimani

National Gallery, London
- Entstehung der Milchstraße

Eremitage, St. Petersburg
- Hl. Georg mit dem Drachen, um 1544
- Geburt Johannes d. Täufers, ca. 1554

Deutschland
- Vulkan überrascht Venus und Mars, Alte Pinakothek, München
- Jesus bei Maria und Marthe, 1580er, Alte Pinakothek, München
- Gonzaga-Zyklus (acht Gemälde), 1579–1580, (urspr. für den Palazzo Ducale, Mantua), heute: Alte Pinakothek, München
- Maria mit dem Kind und den Evangelisten Markus und Lukas, vor 1570, Gemäldegalerie, Berlin
- Damenkonzert, Gemäldegalerie Alte Meister, Dresden
- Der Heilige Michael bekämpft den Drachen, 1592, Gemäldegalerie Alte Meister, Dresden
- Die Ehebrecherin vor Christus, 1547, Gemäldegalerie Alte Meister, Dresden
- Bildnis einer Dame in Trauer, 1550/55, Gemäldegalerie Alte Meister, Dresden
- Die Rettung der Arsinoe, 1556, Gemäldegalerie Alte Meister, Dresden
- Paolo Tiepolo, 1523–1585, um 1578, Oberfinanzdirektion Köln, jetzt im Wallraf-Richartz-Museum & Fondation Corboud Köln.[40]
- Kreuzigung, 1585, Pfarrkirche Stift Haug, Würzburg
- Auferweckung des Lazarus, 1576, Lübecker Katharinenkirche (Museumskirche der Hansestadt Lübeck)[41]

## Rezeption
Zu Tintorettos Lebzeiten war Vasari einer seiner heftigsten Kritiker, er bezeichnete ihn als „ausschweifend, sonderbar, rasch entschlossen und der tollste Kopf, der sich je dieser Kunst gewidmet hat“ und er meinte, Tintorettos große Gemälde in der Apsis zu Madonna dell’Orto, wären bloß ein „Scherz“.
Für Francesco Sansovino war Tintoretto bereits 1561 eine der „Sehenswürdigkeiten der Stadt“ Venedig, er lobte seine Kreativität und, dass er „ganz Geist, ganz Geschicklichkeit“ sei.
Der Tintoretto-Biograf Henry Thode verglich den Maler und seinen Stil mit dem Komponisten Richard Wagner: er fand, Tintoretto erreiche in seinen Bildern ein ebenso tiefes emotionales Verstehen des Ganzen wie Wagner in seinen Opern.
Jean-Paul Sartre analysierte das Werk Das Wunder des hl. Markus (1548) ausführlich in seinem Artikel Saint Marc et son double. Le Séquestré de Venise.
2012 zeigten die Scuderie del Quirinale in Rom (ein ehemaliger Marstall beim Quirinalspalast, heute eine Kunst- und Ausstellungshalle) eine etwa 50 Werke Tintorettos umfassende Ausstellung. Sie war die erste Retrospektive seit jener von 1937 in der venezianischen Ca’ Pesaro.

## Ausstellungen (Auswahl)
- Tintoretto. Scuderie del Quirinale, Rom, 25. Februar 2012 – 10. Juni 2012.[43]
- Tintoretto – A Star was born. Wallraf-Richartz-Museum & Fondation Corboud, Köln, 6. Oktober 2017 – 28. Januar 2018;[45] danach als:
  - Tintoret. Naissance d’un génie. Musée du Luxembourg, Paris, 7. März 2018 – 1. Juli 2018.[46]
- Tintoretto 1519–1594. Palazzo Ducale (Dogenpalast), Venedig, 7. September 2018 – 6. Januar 2019,[47] große Werkschau anlässlich des 500. Jahrestags von Tintoretto; danach als:
  - Tintoretto: Artist of Renaissance Venice. The National Gallery of Art, Washington DC., 24. März 2019 – 7. Juli 2019.[48]

## Eponyme
Der Asteroid (9906) Tintoretto und der Merkurkrater Tintoretto sind nach ihm benannt.

## Literatur

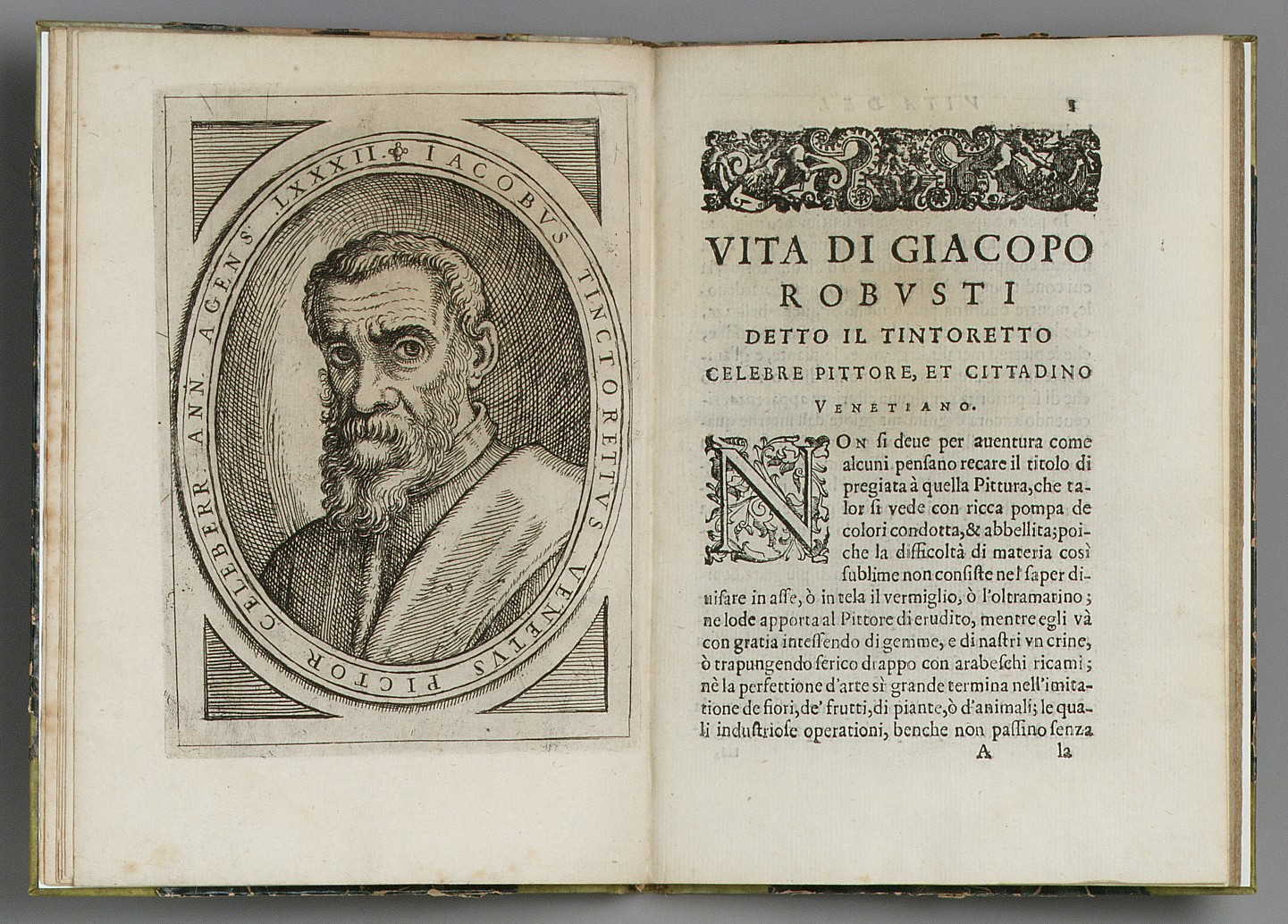
Carlo Ridolfi: Vita di Giacopo Robusti detto il Tintoretto, celebre pittore, et cittadino Venetiano. Erstausgabe von 1642, Metropolitan Museum of Art

## Filme
- Tintoretto und das neue Venedig. (Alternativtitel: Tintoretto.) Dokumentarfilm, Deutschland, Italien, 2019, 52:32 Min., Buch und Regie: Erminio Perocco, Produktion: Kublai Film, V!dee, Zeta Group, Gebrüder Beetz Filmproduktion, ZDF, Erstsendung: 8. Dezember 2019 bei arte, Inhaltsangabe von ARD, Vorschau von Beetz Filmproduktion, 1:06 Min.; Vorschau von Kublai Film, 1:39 Min.
- Tintoretto: Artist of Renaissance Venice-Gallery Walk-through. Ausstellungsbesichtigung, USA, 2019, 4:43 Min., Produktion: National Gallery of Art, Internetpublikation: 4. Juni 2019, online-Video, (englisch).
- Tintoretto 1519–1594 | Palazzo Ducale. Ausstellungsbesichtigung, Italien, 2018, 4:33 Min., Produktion: Illumina Film, Musei Civici Venezia (MUVE), Internetpublikation: 3. Dezember 2018, online-Video, (englisch, italienisch).